# Biserica unitariană din Adămuș

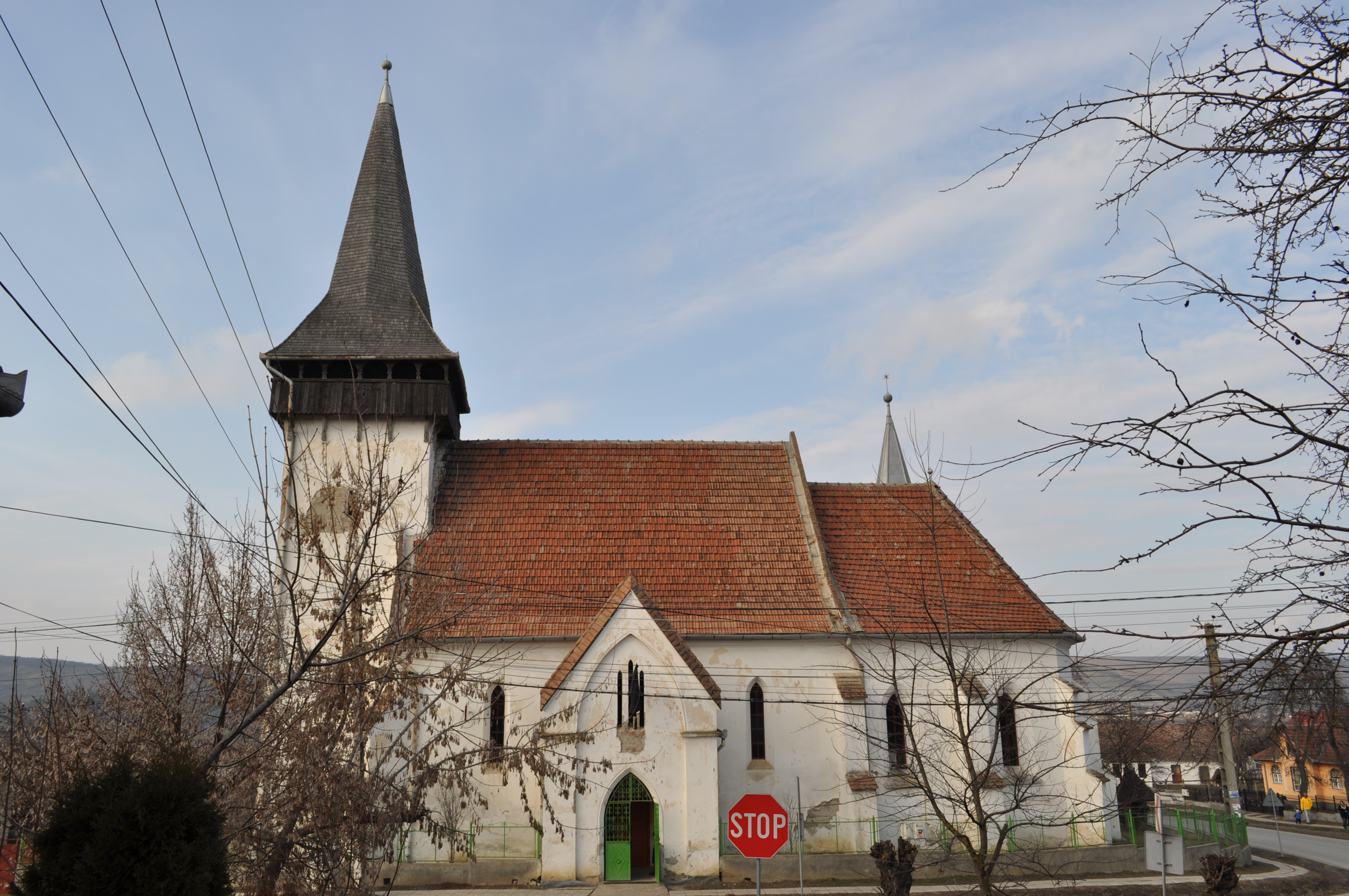
Biserica unitariană din Adămuș, comuna Adămuș, județul Mureș, foto: februarie 2013.

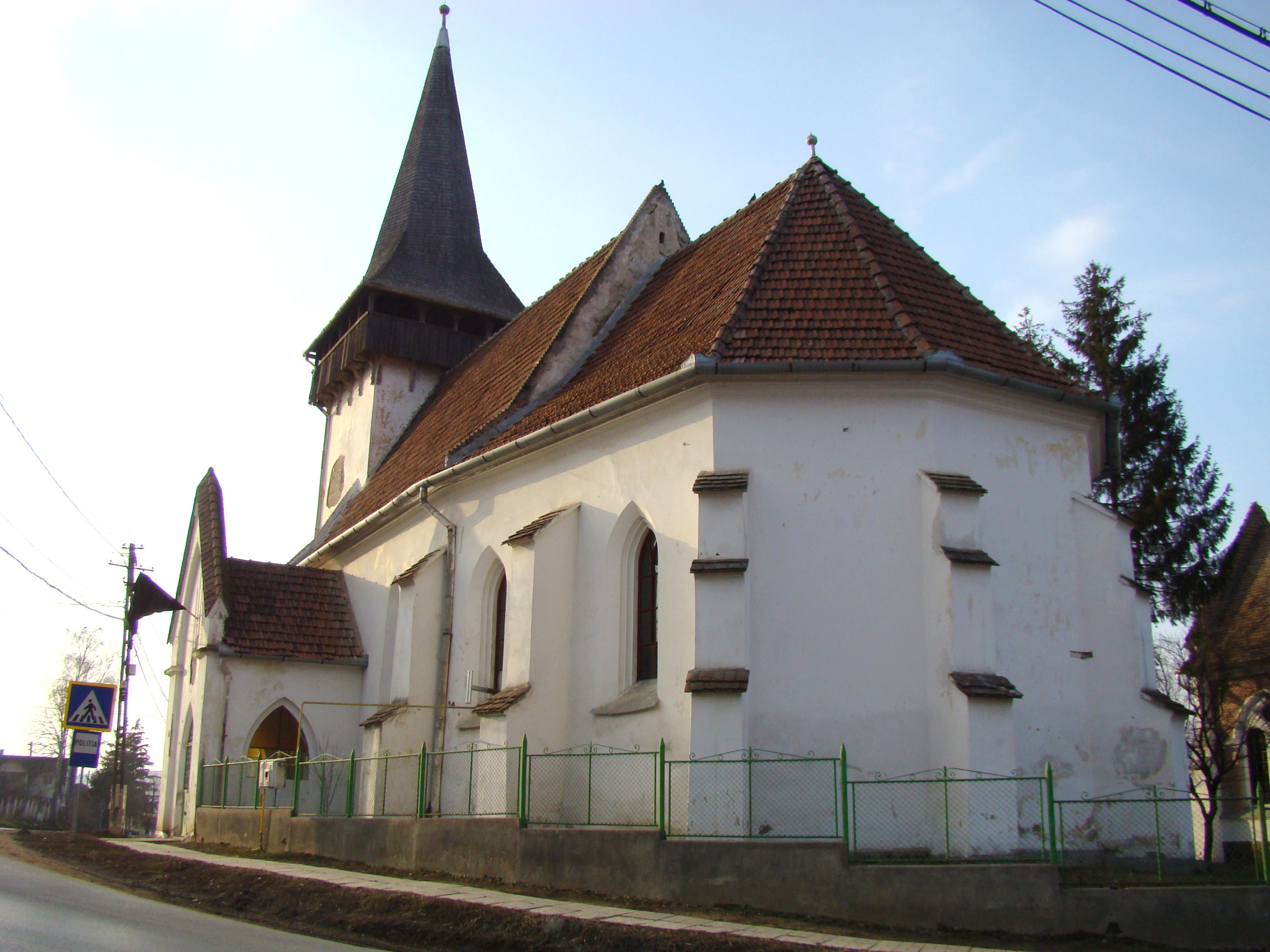
Biserica unitariană din Adămuș, comuna Adămuș, județul Mureș, foto: februarie 2013.

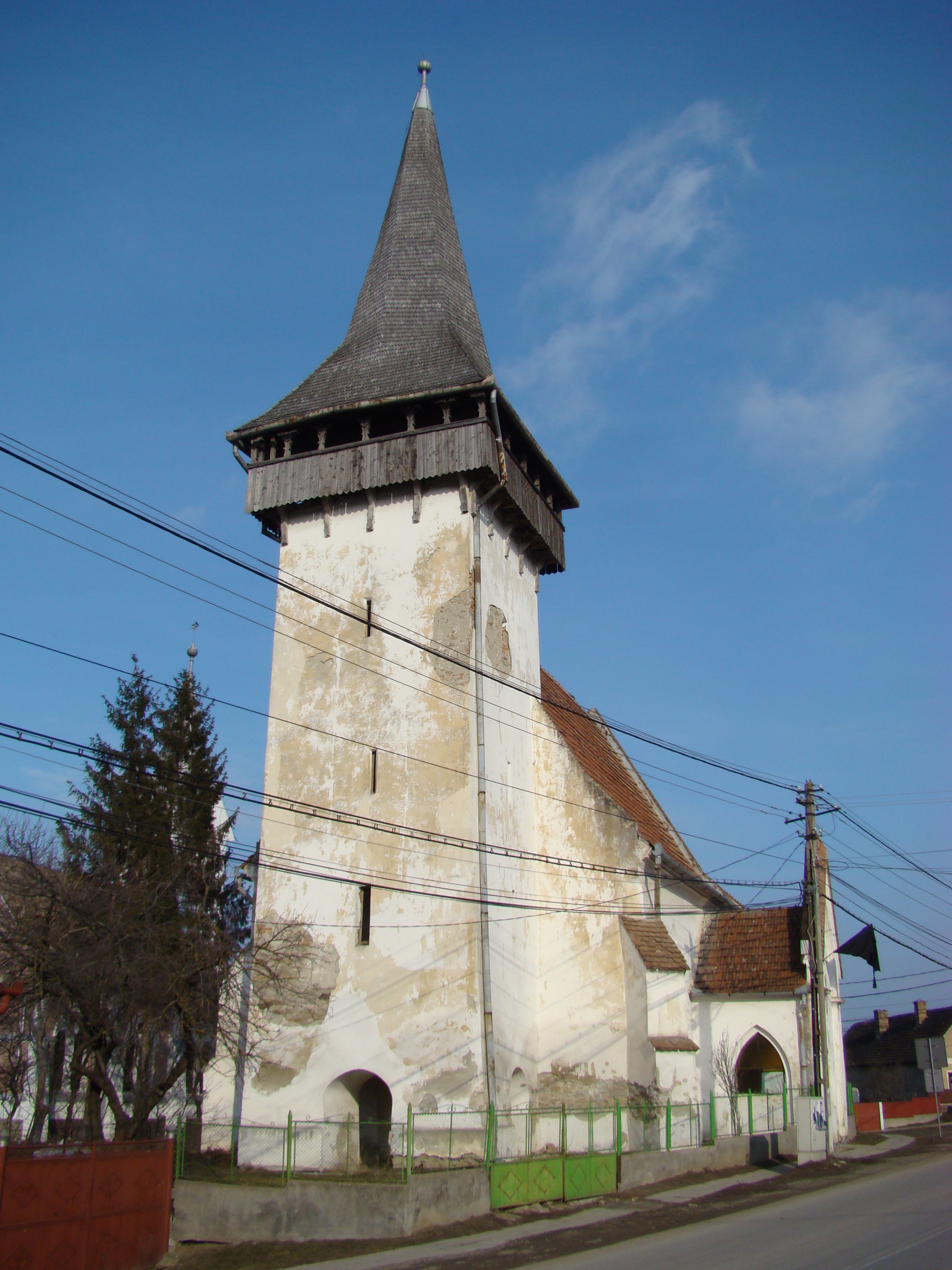
Turnul-clopotniță, dispus pe patru nivele și având coiful acoperit cu șindrilă. Pe bârnele orizontale superioare ale galeriei turnului se poate citi următoarea inscripție – Latura vestică: ERIGEBA(tu)R IN LAUDEM DOMINI PER ARCHITECTUR SAMUEL – Latura sudică: FILIUMQUE EIUS GEORGIUS ÁTS FOGARASI ANNO D(o)m(in)I 1755 MENSI MAR(tii) APR(ili) – Latura estică: CURATORE NICOL(ao) SÁNDOR PASTORE MICHAELE K: KÖRISPATAKI RECTORE JOANNE DEMERI(?) – Latura nordică: AEDILIBUS GREGORIO CSIKI SIGISMUNDO SOLYMOSI AB ECCLESIA ADAMOS(iensi) UNIT(aria).

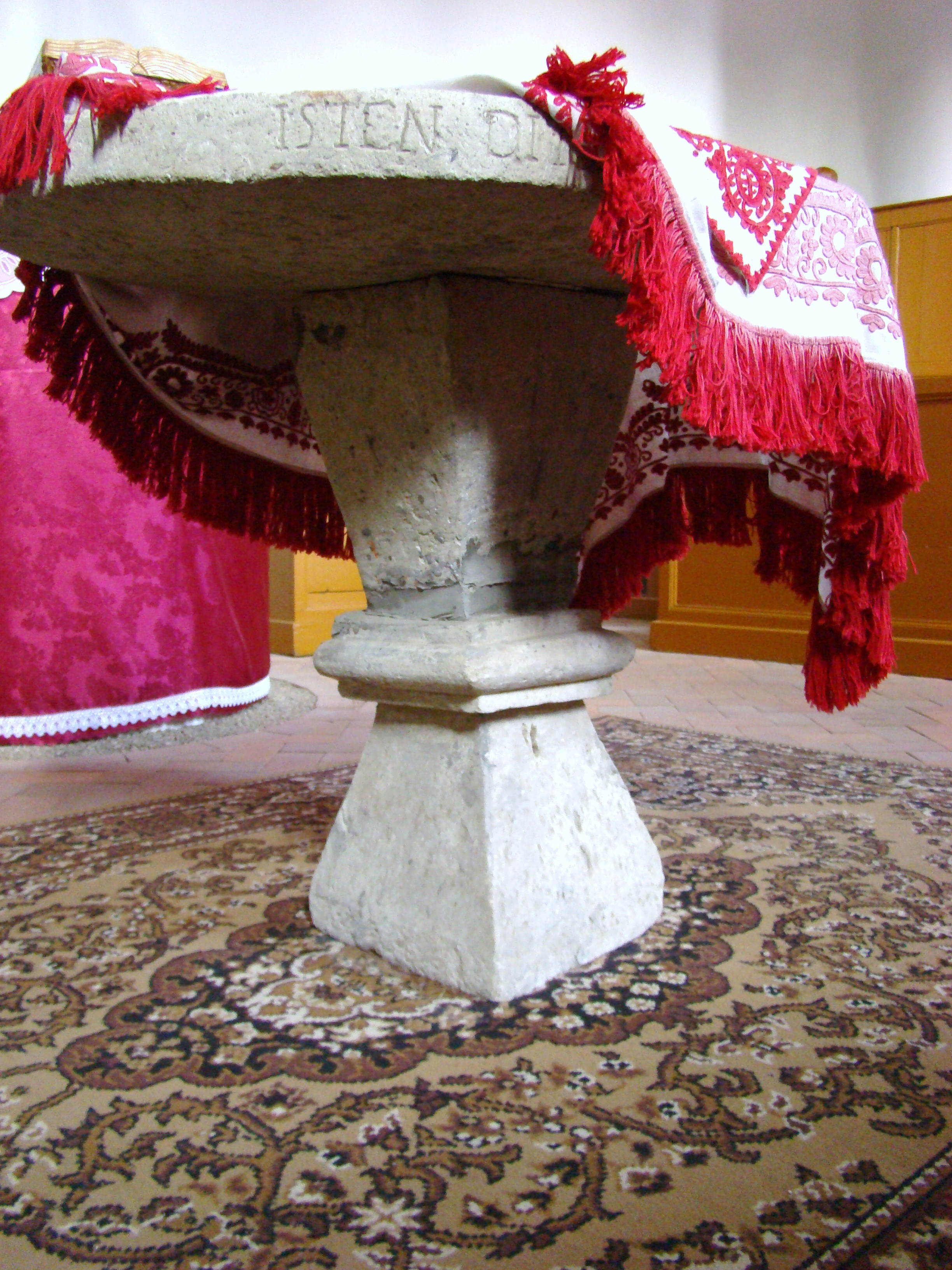
Masa Domnului realizată din gresie. Pe marginile ei se află următoarea inscripție: ISTEN DITSŐSÉGÉRE ÉS SZOLGÁLATJÁVAL SZERZETTE LOKODI SÁNDOR PÉTER 1799-ben (Pentru gloria lui Dumnezeu și cu ajutorul lui făcut la comanda lui Lokodi Sándor Péter în 1799).

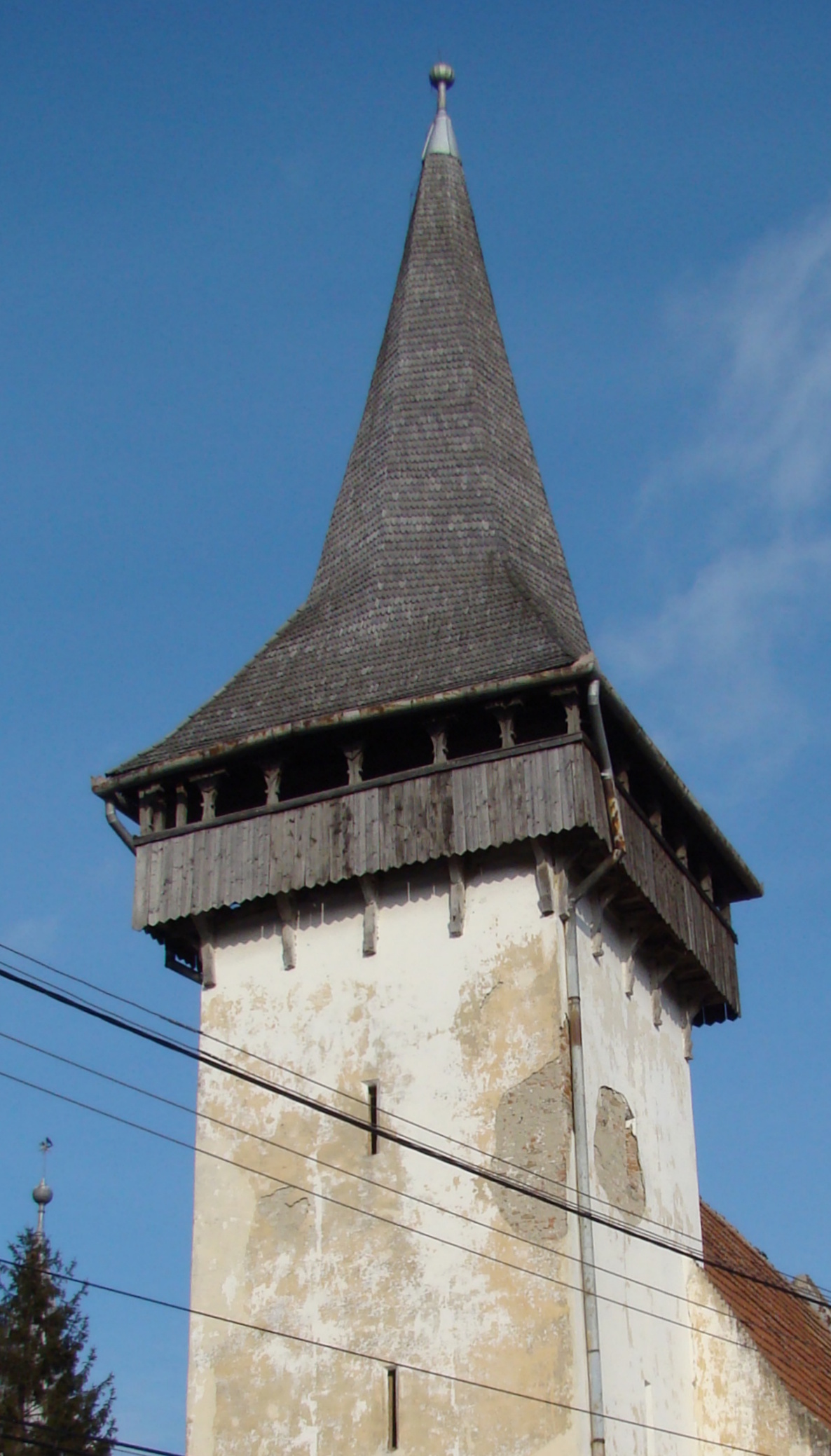
Turnul bisericii adăposteşte două clopote. Inscripţia clopotului mic, scrisă cu majuscule este: UNUS EST DEUS UNUS ET MEDIATOR DEI ET HOMINUM HOMO JESUS CXTUS 1. TIM: 2. XI S / IN QUORUM GLORIAM ET HONORE(m) FUDI CURAVIT ECCL(esi)A UNITAR(ia) ADAMOSIENSIS A(nn)O 1770. În locul clopotului mare din 1756, predat pentru nevoi militare în timpul primului război mondial, a fost turnat un alt clopot cu inscripția: ÖNTETETT AZ ÁDÁMOSI UNITÁRIUS HÍVEK ADOMÁNYÁBÓL 1926 HÖNIG FR(igyes) ARAD (Turnat din donațiile enoriașilor unitarieni din Adămuș în 1926, de către Hőnig Frigyes, la Arad).

Biserica unitariană din Adămuș, comuna Adămuș, județul Mureș a fost construită în secolul XVI. Lăcașul de cult figurează pe lista monumentelor istorice sub codul LMI: cod LMI MS-II-m-A-15587.

## Trăsături
Piesa cea mai valoroasă a mobilierului bisericii unitariene de la Adămuș a fost tavanul casetat, pe care parohia l-a vândut în 1909 Muzeului Național Maghiar și care astăzi poate fi văzut în Galeria Națională Maghiară (din Budapesta).

## Imagini din exterior

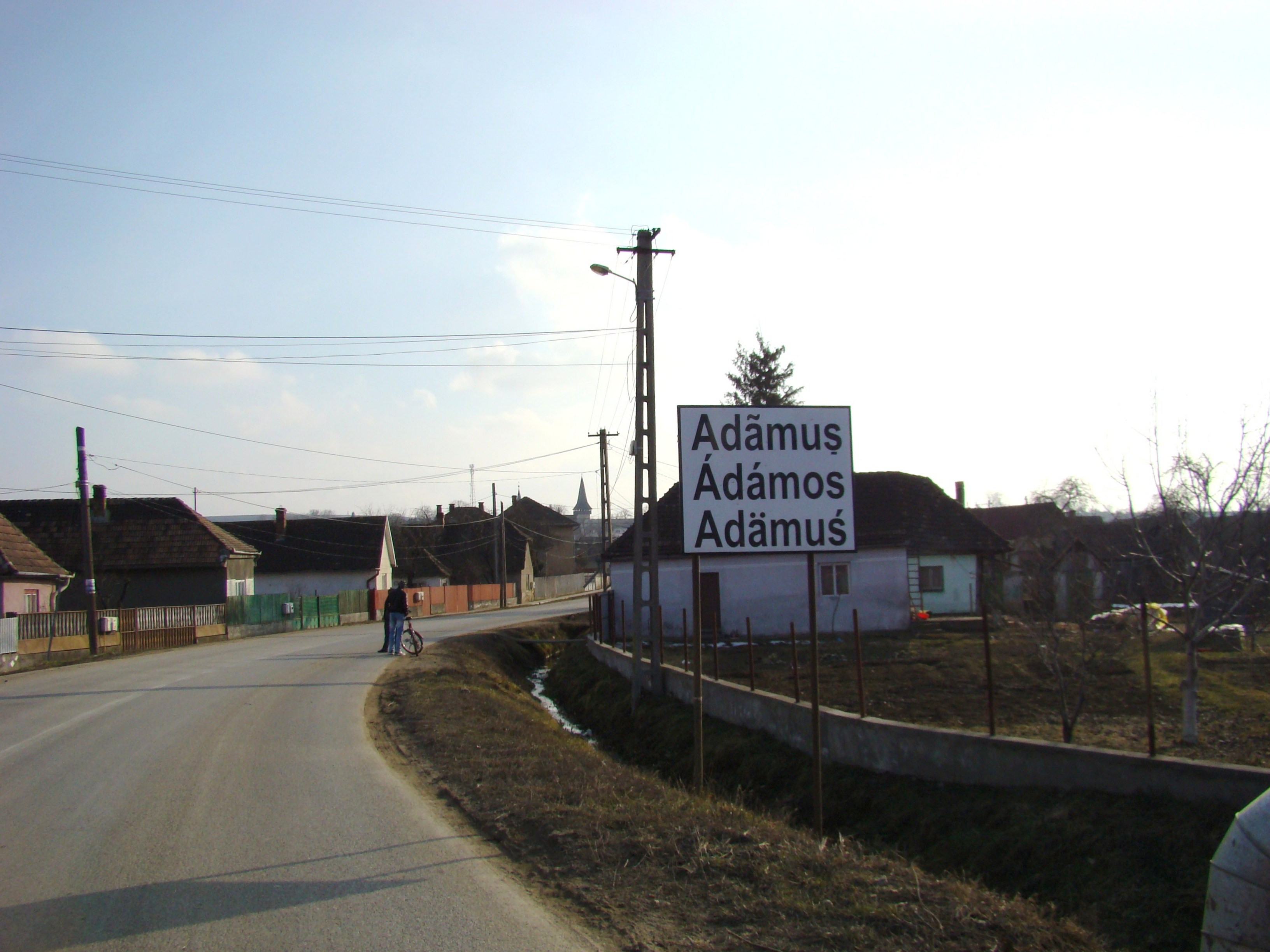
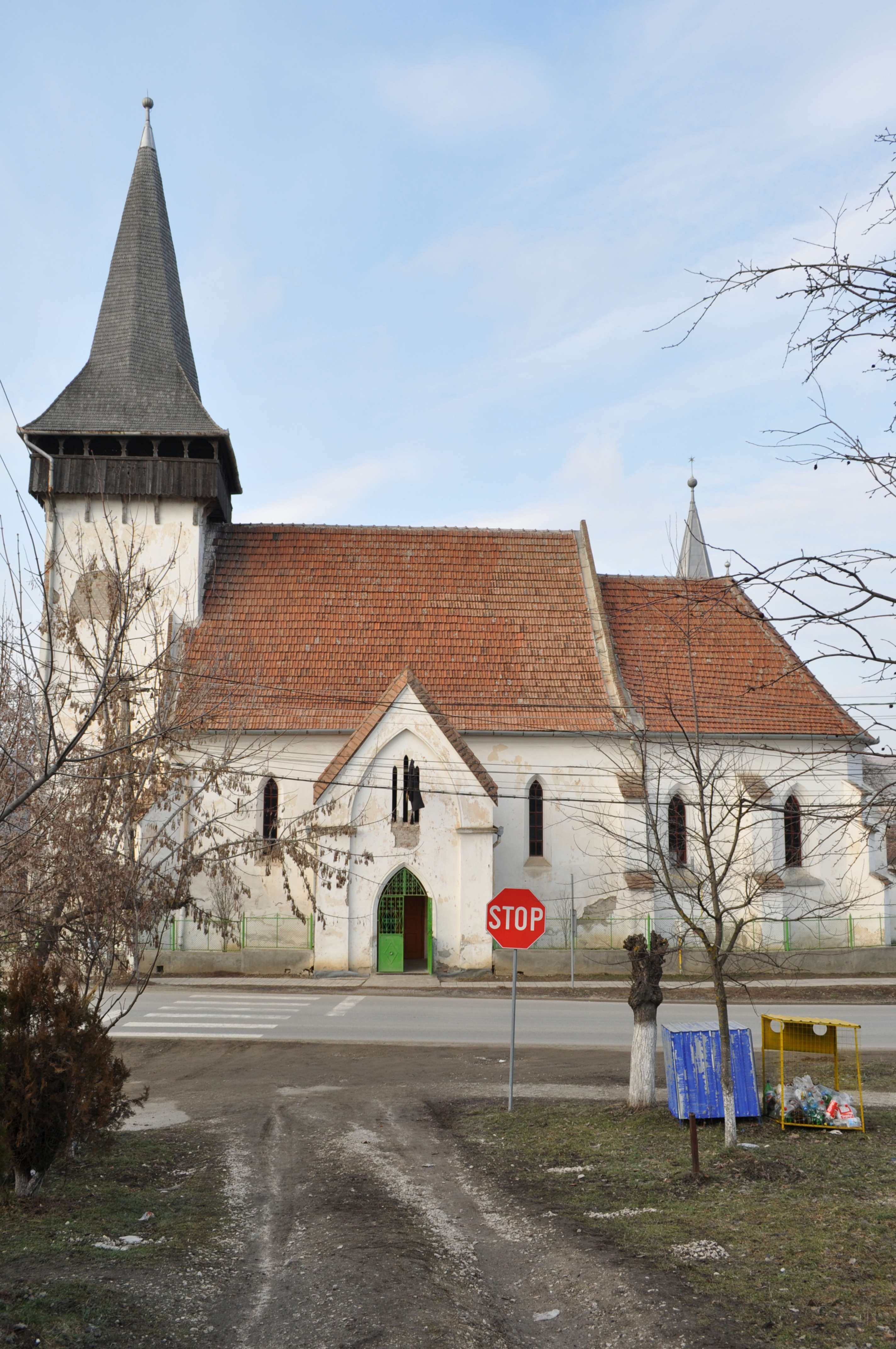
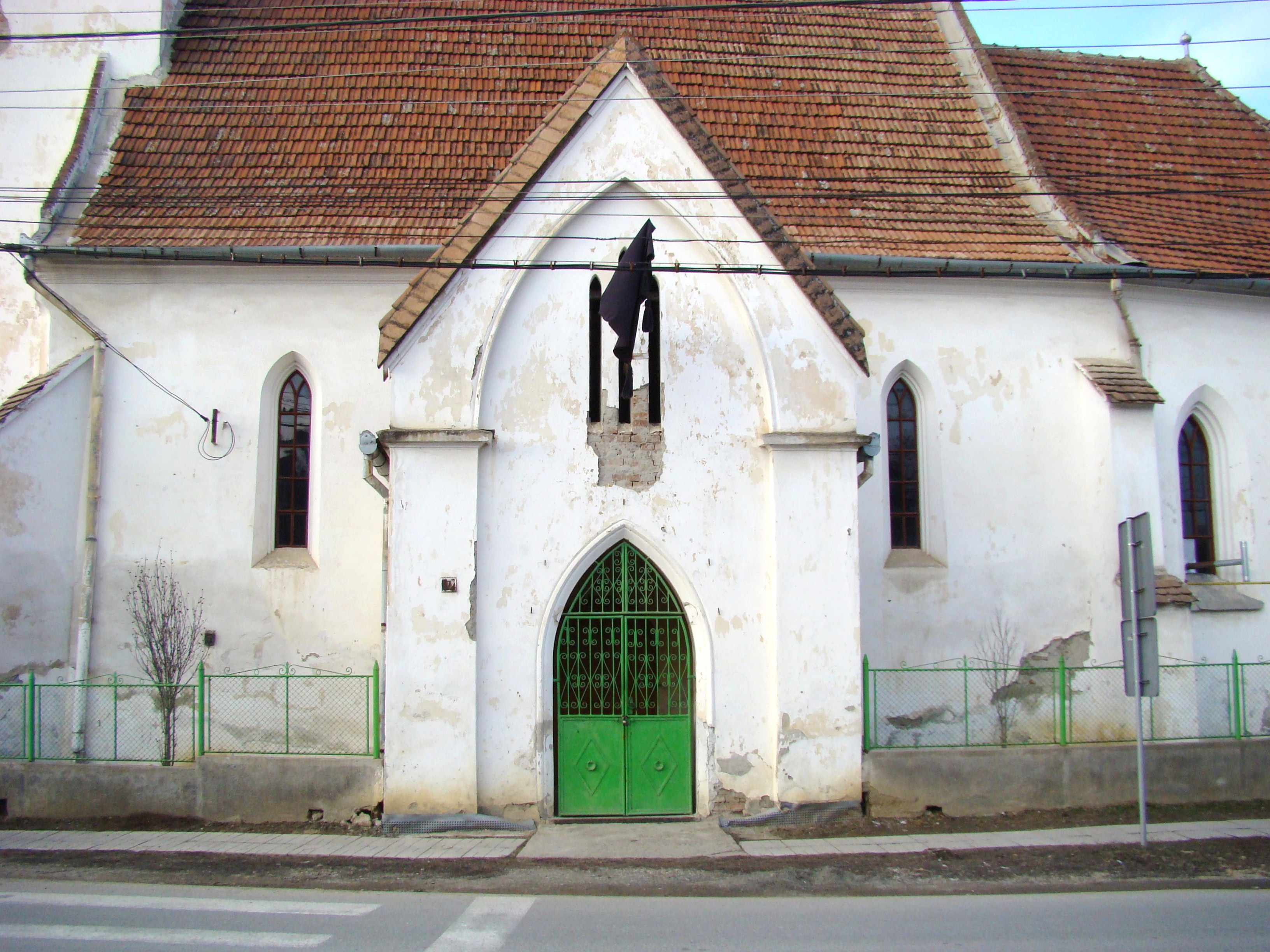
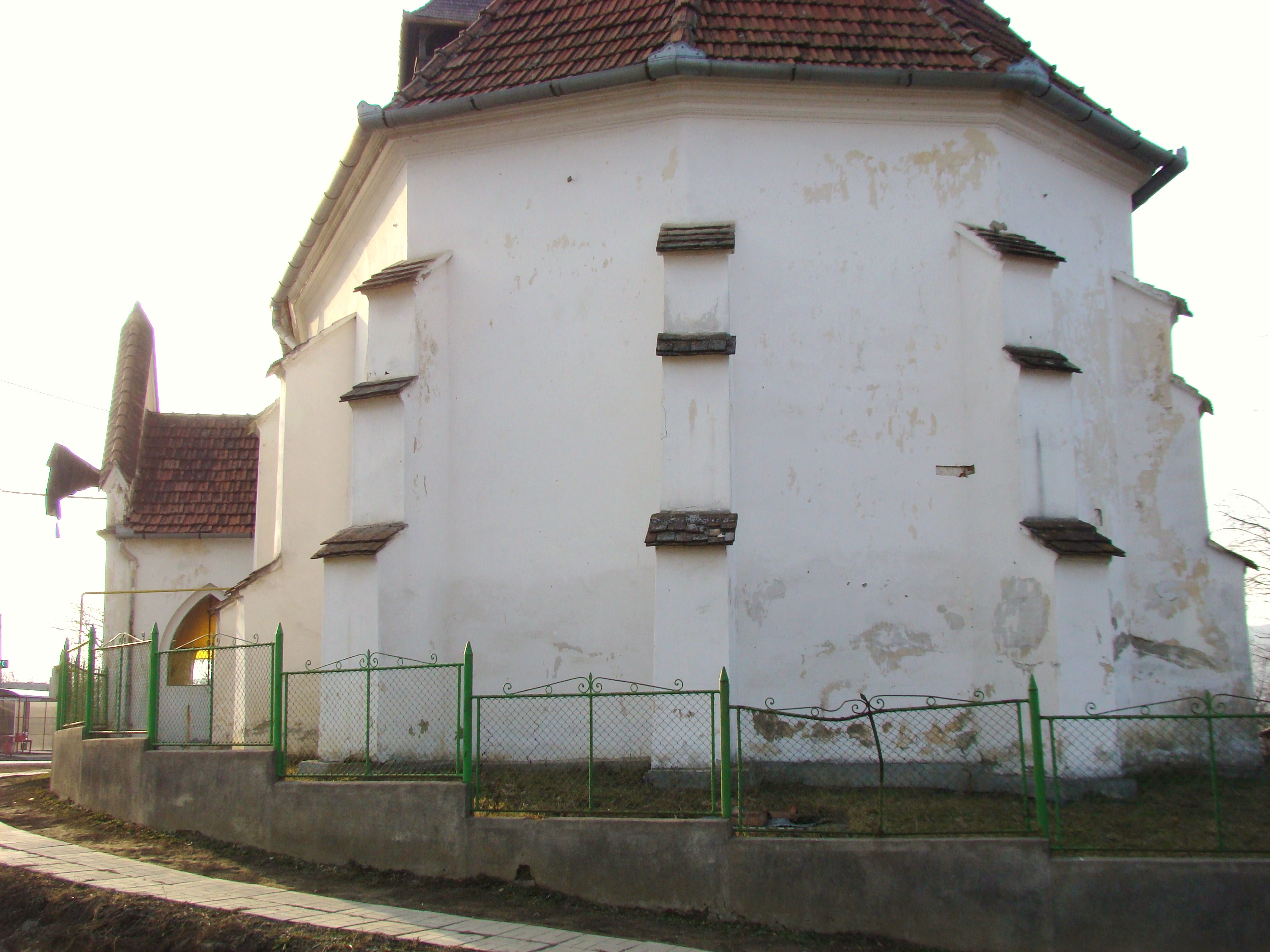
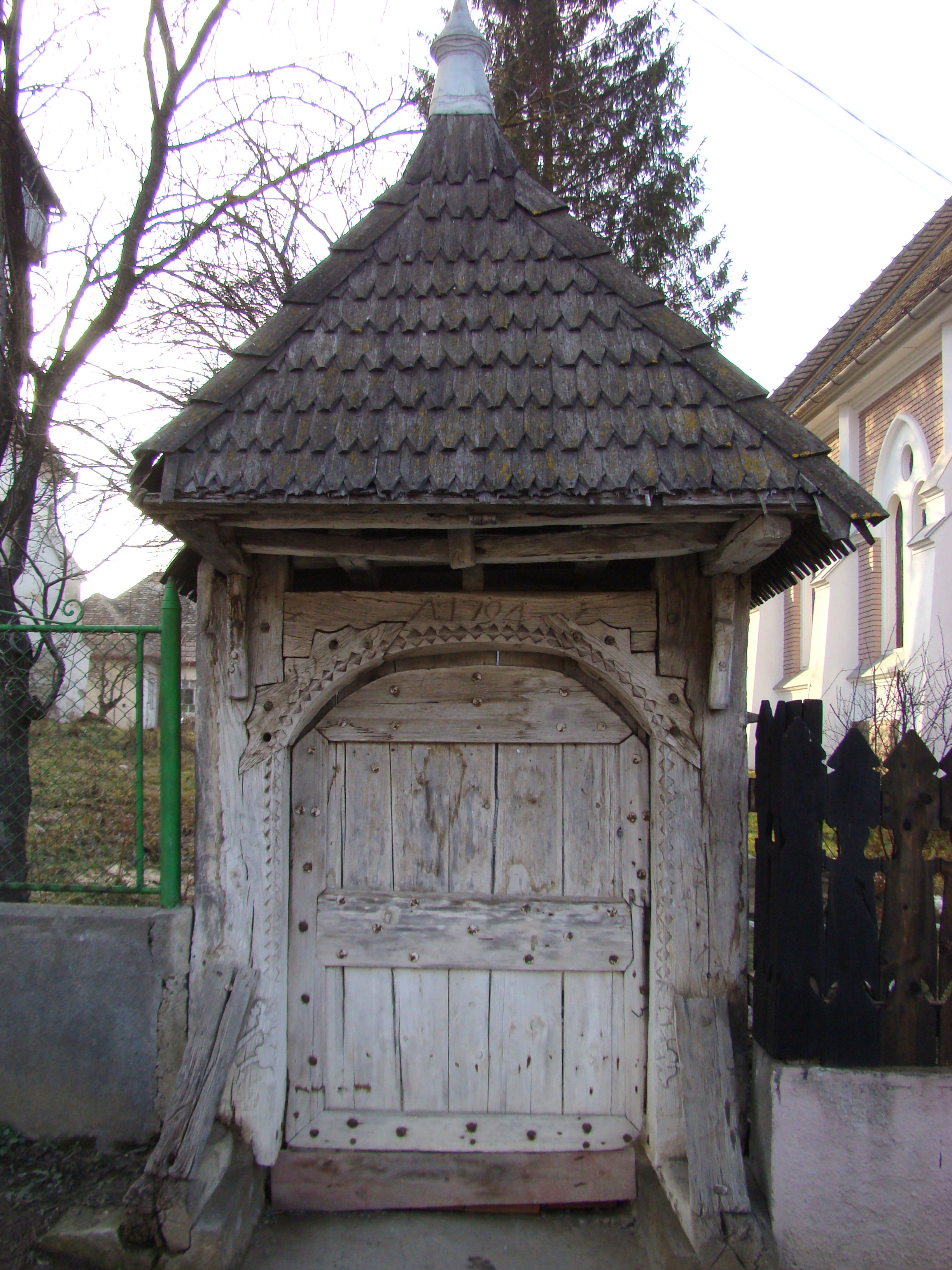
Vechea poartă a cimitirului
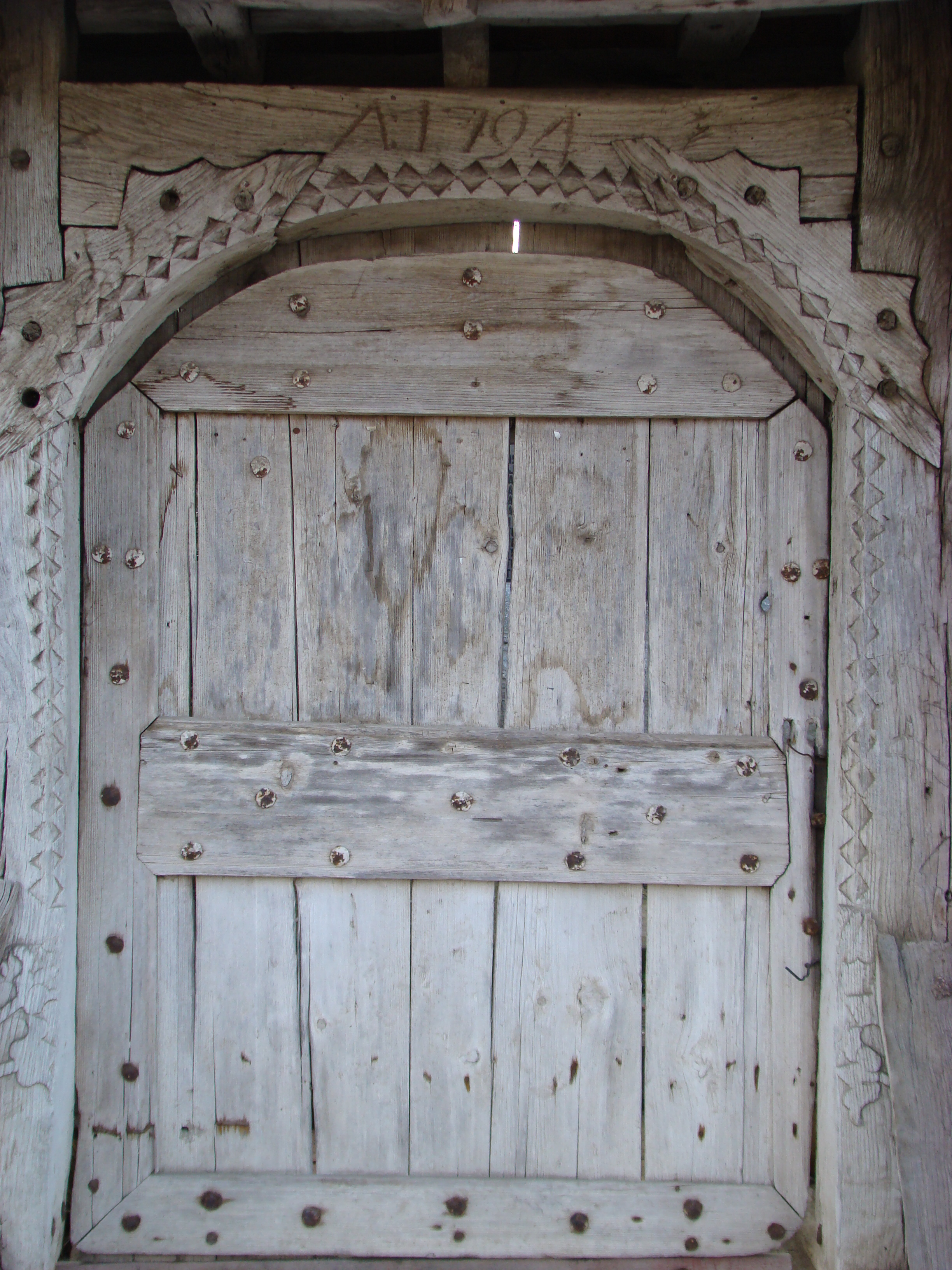
Portița de lemn are incizat anul 1794
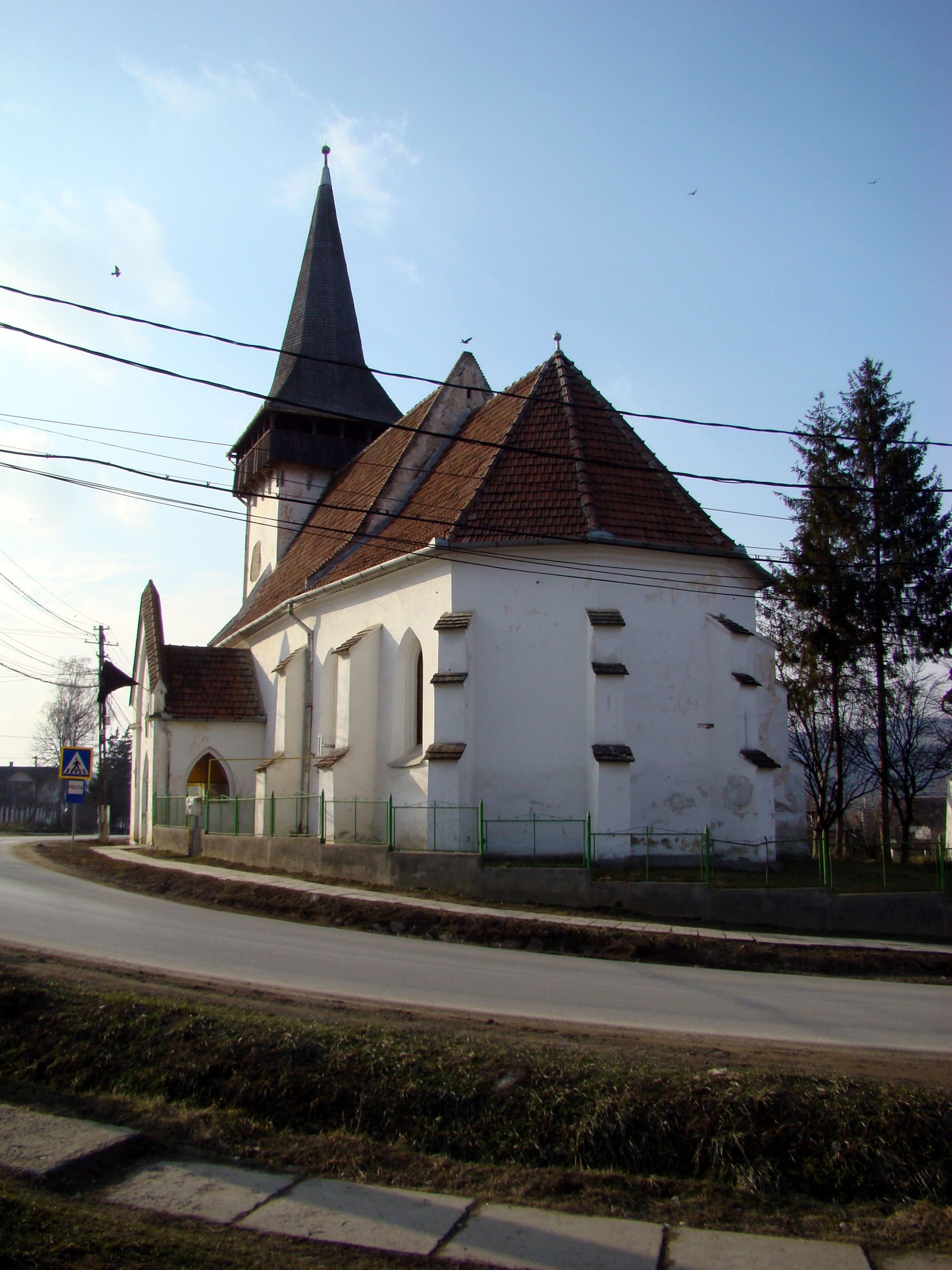
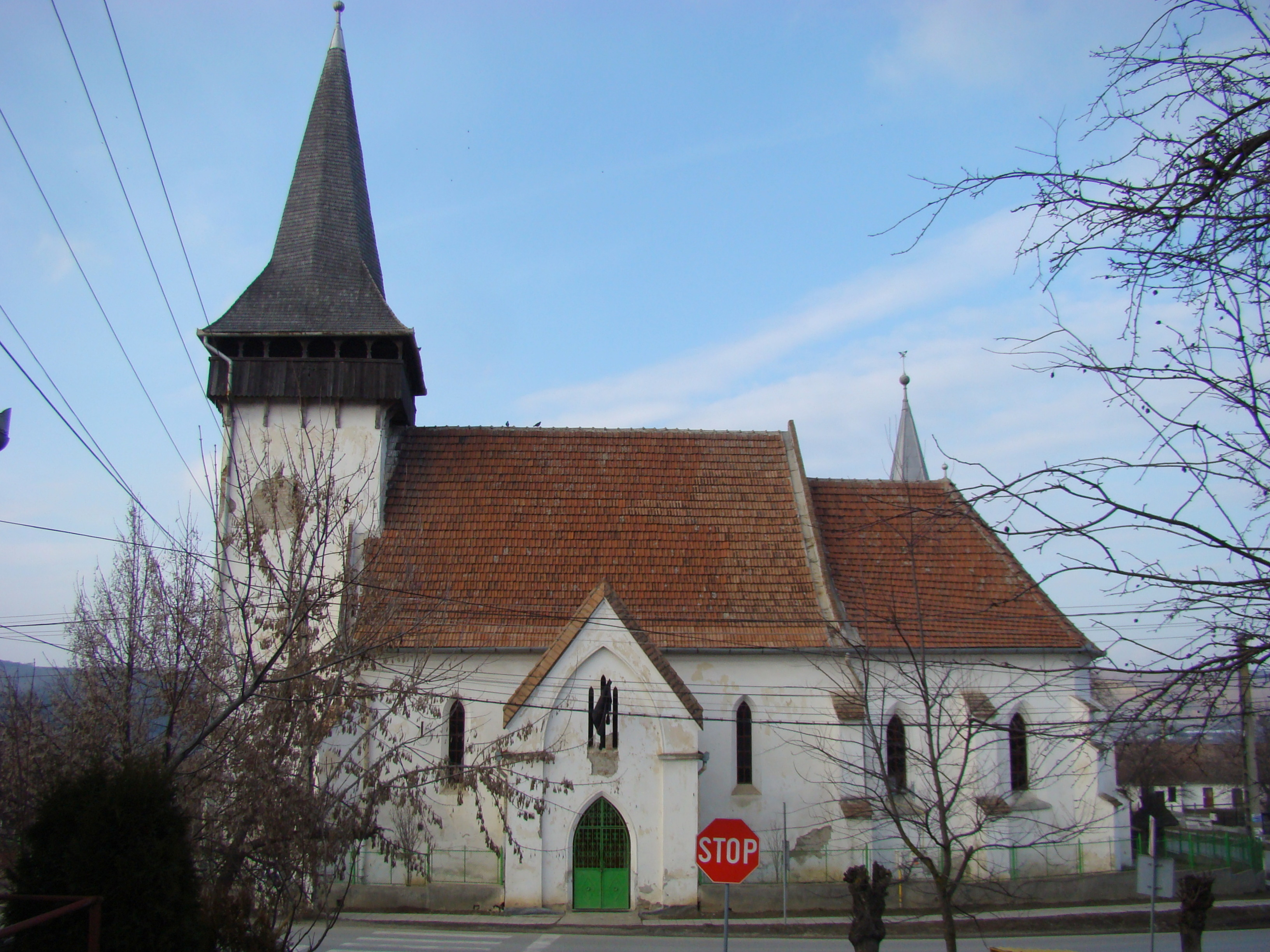

## Imagini din interior

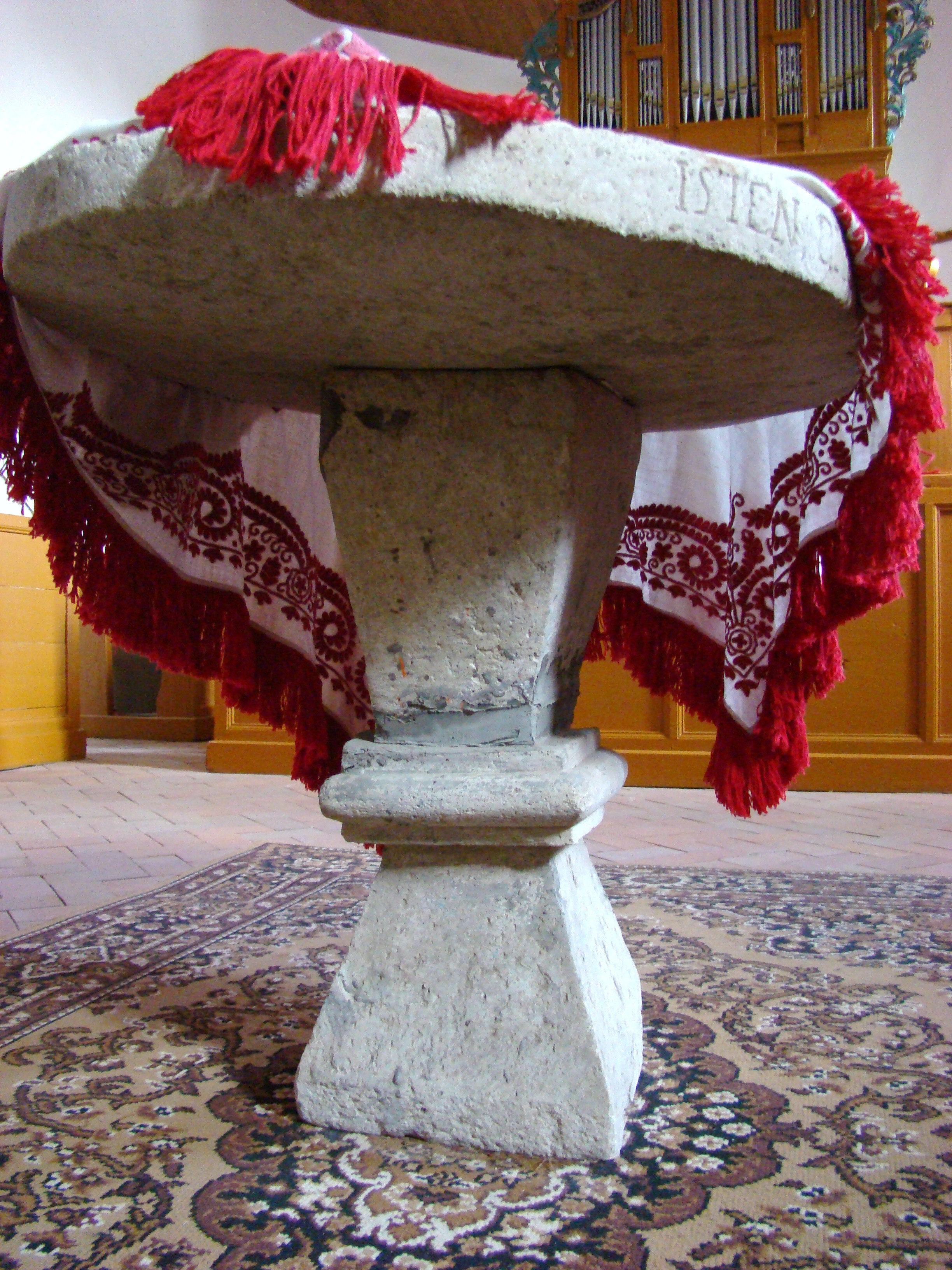
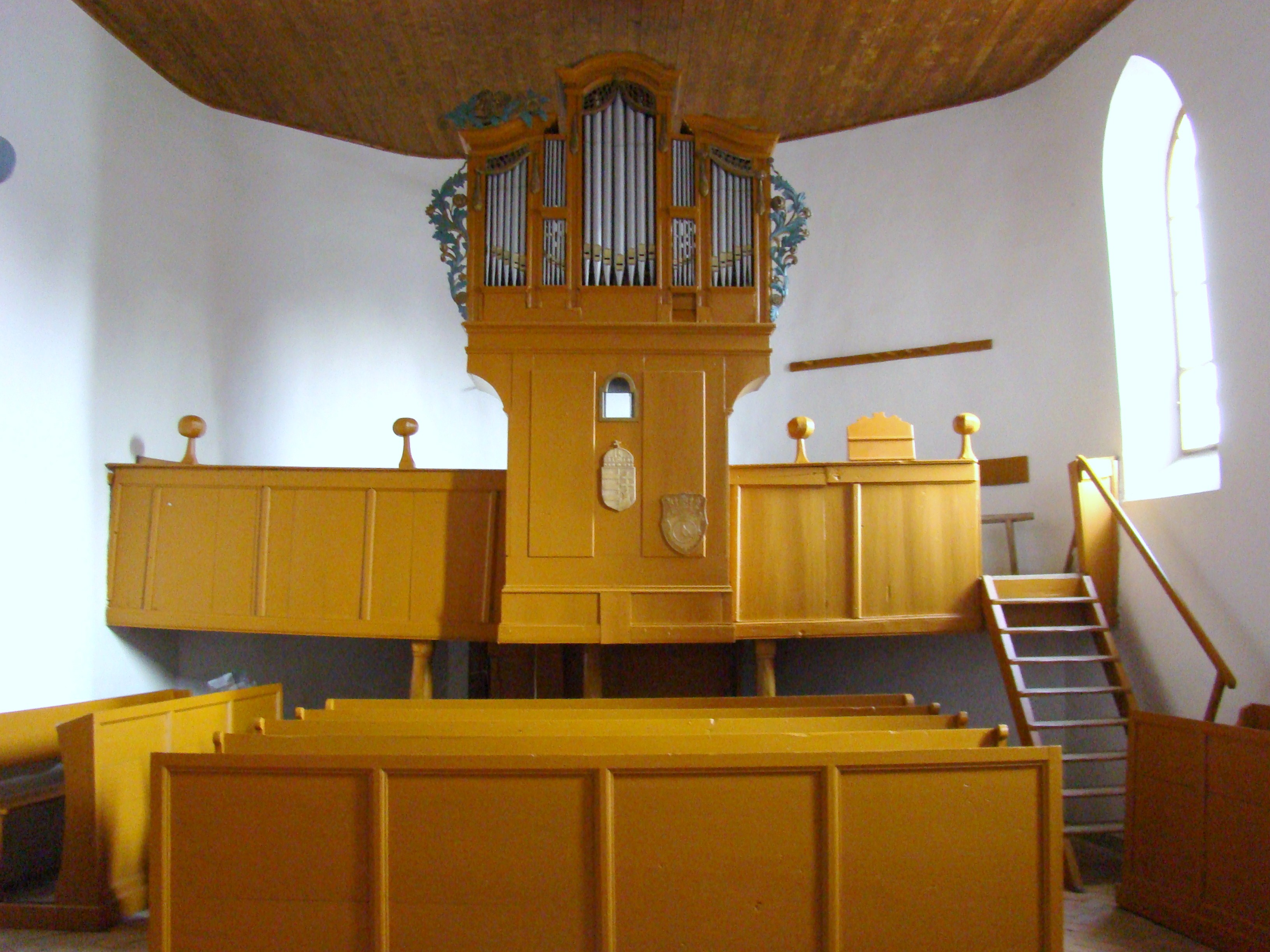
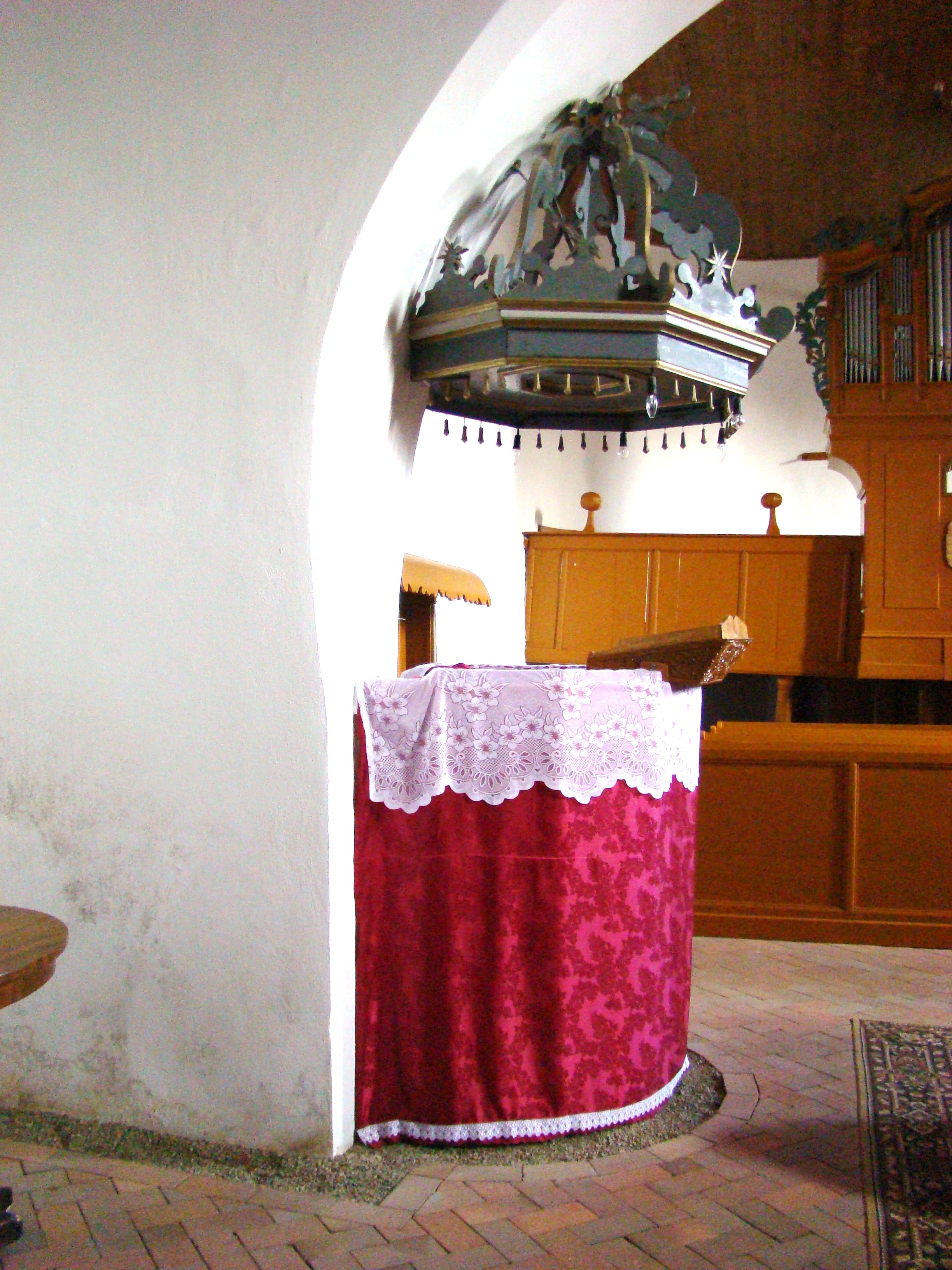
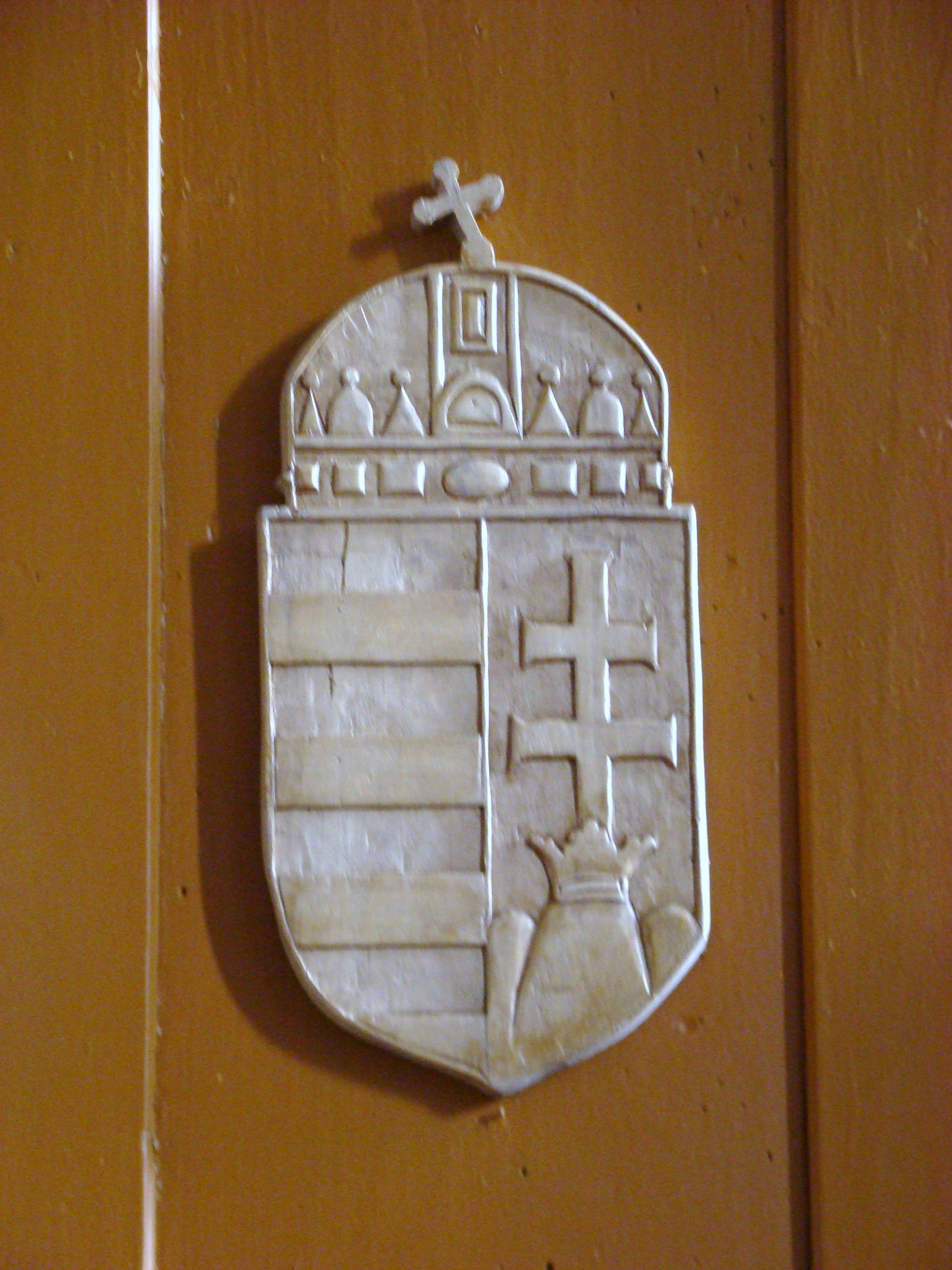
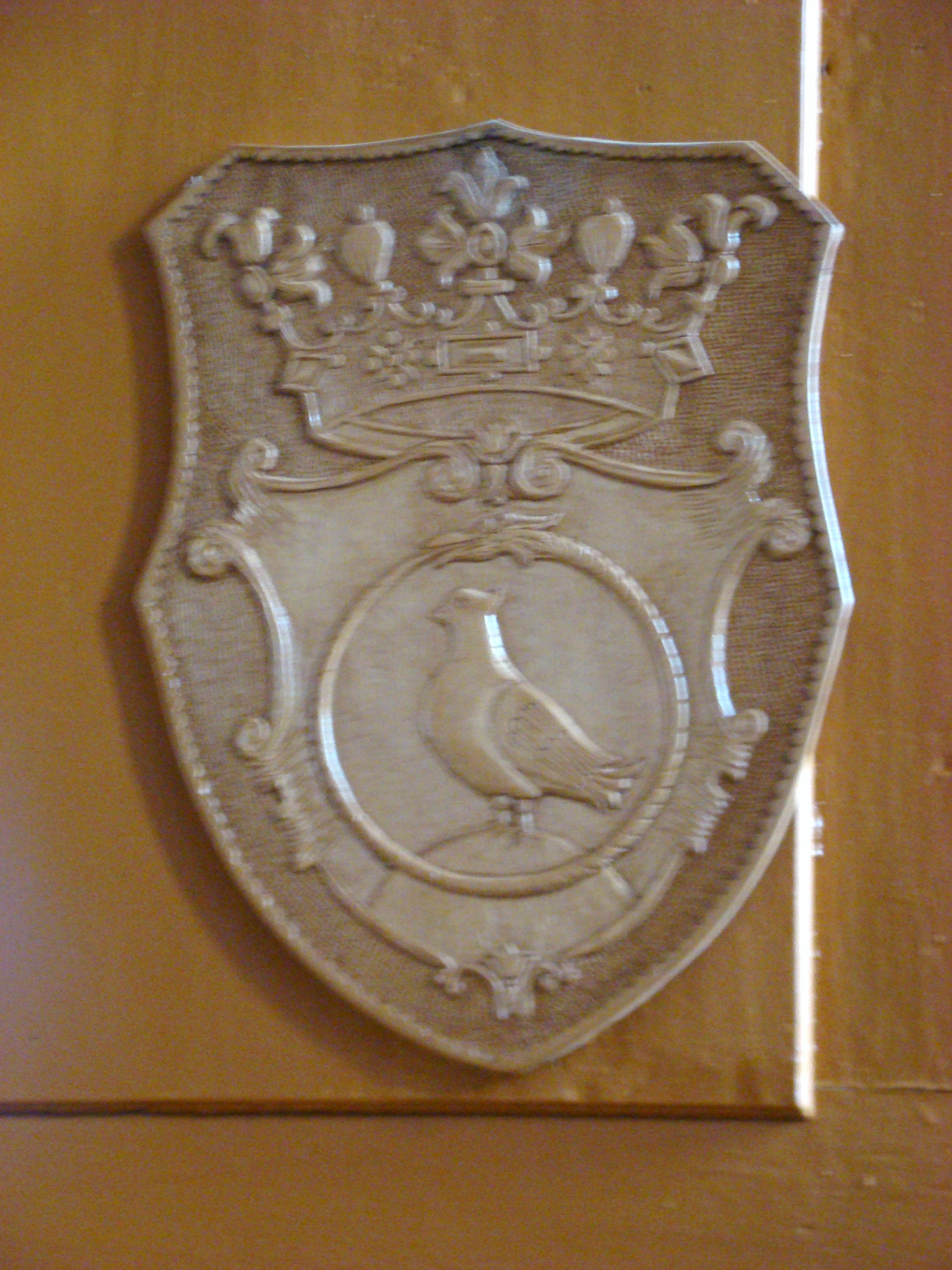
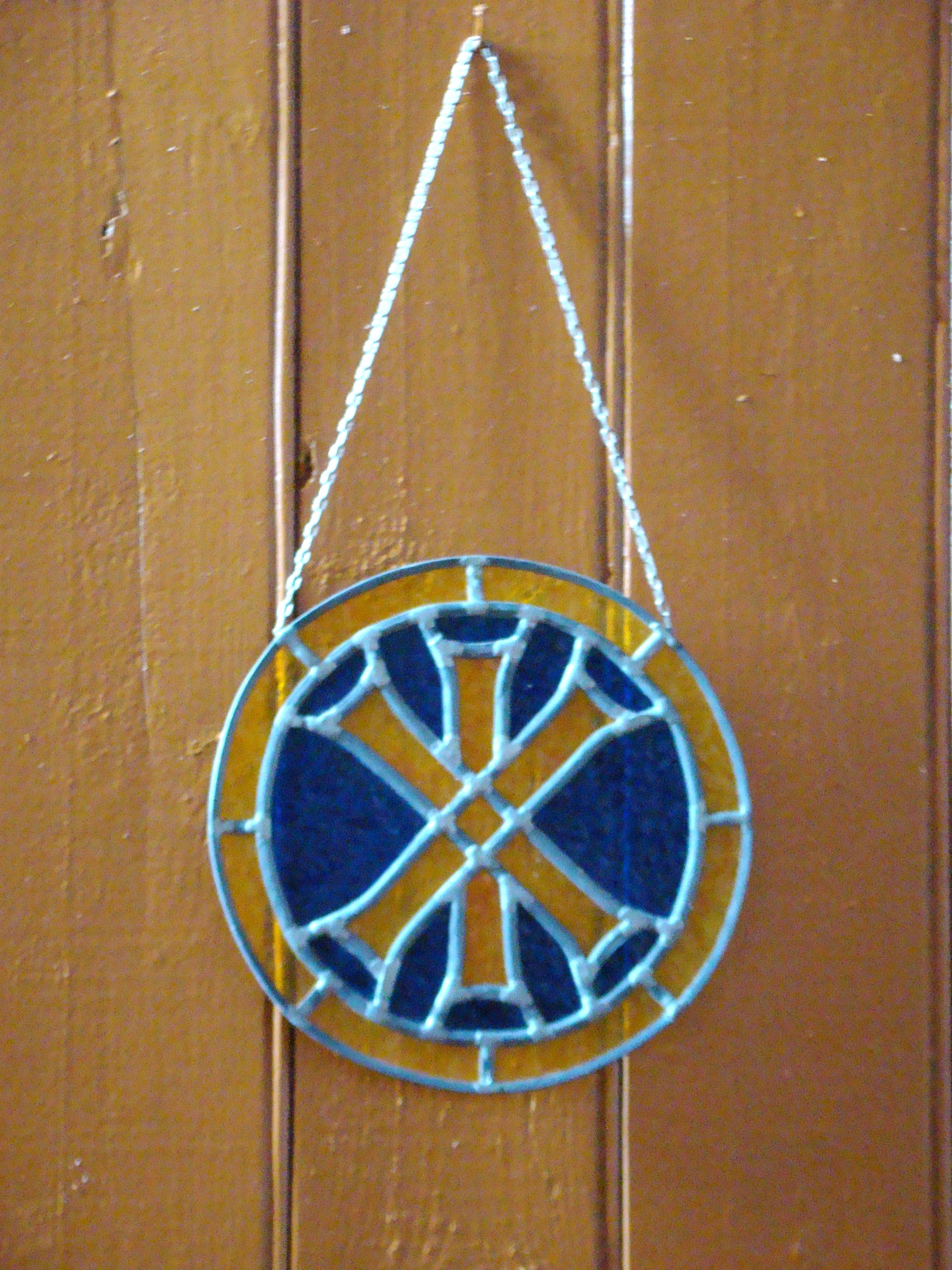
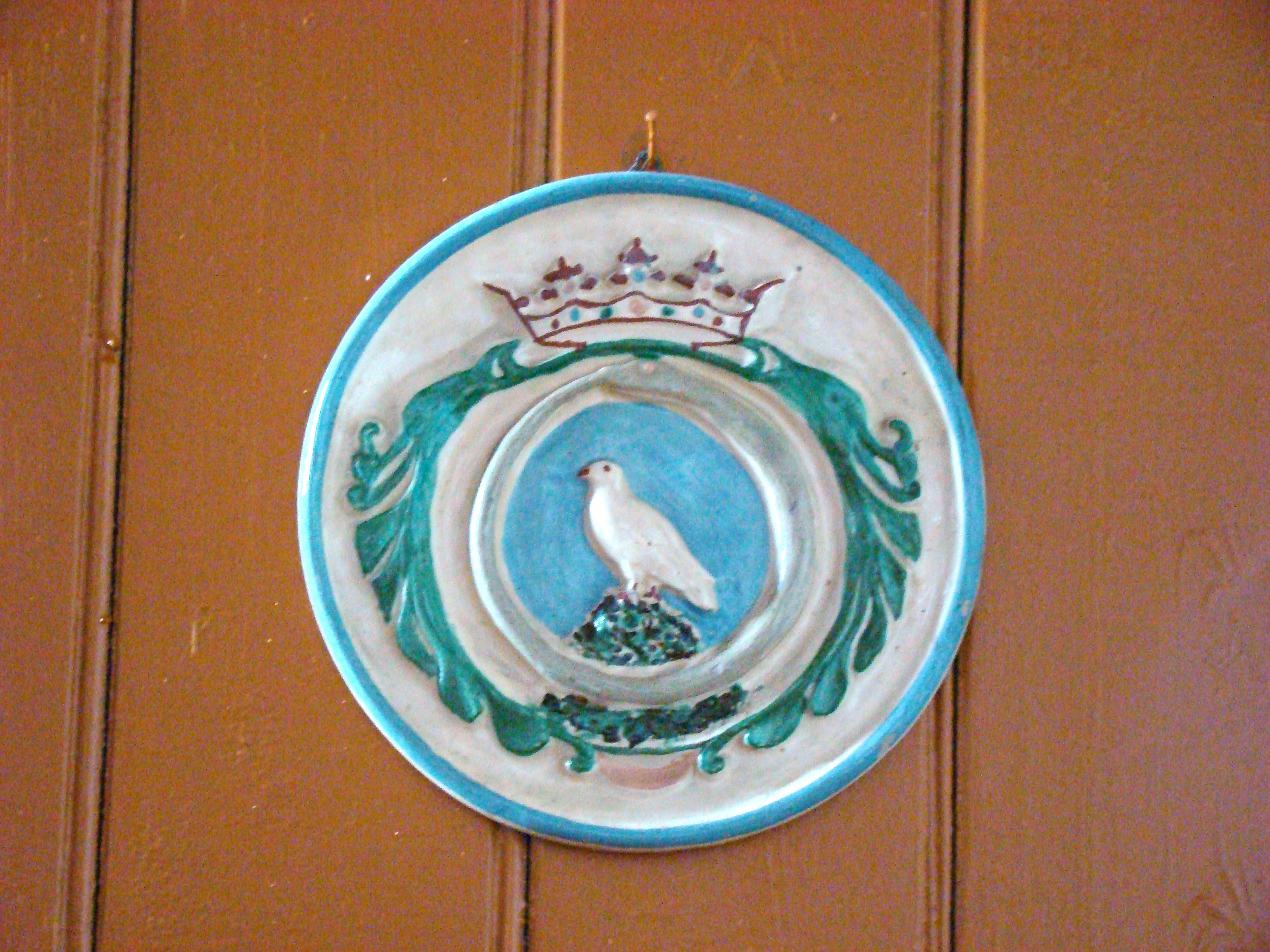
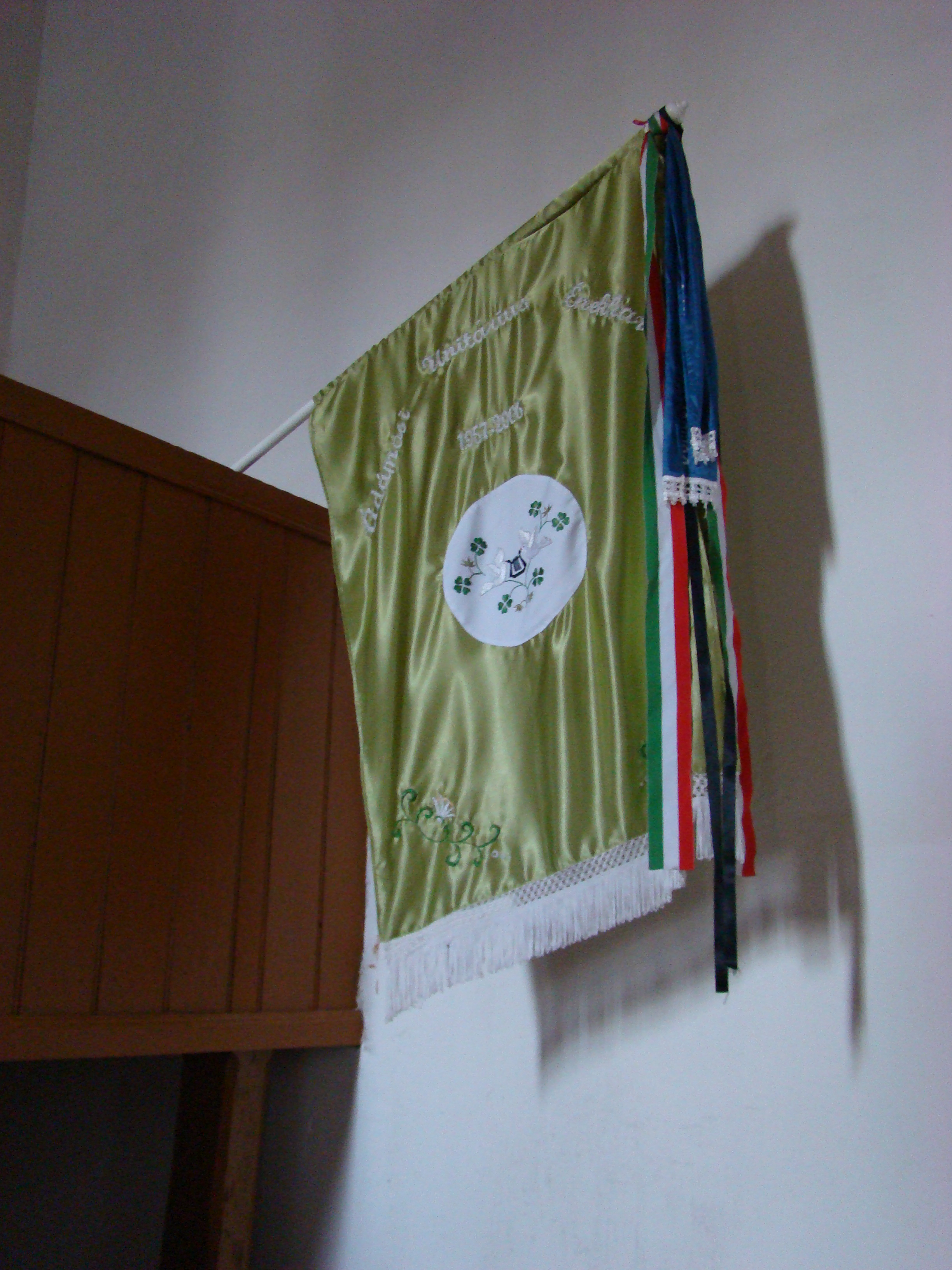
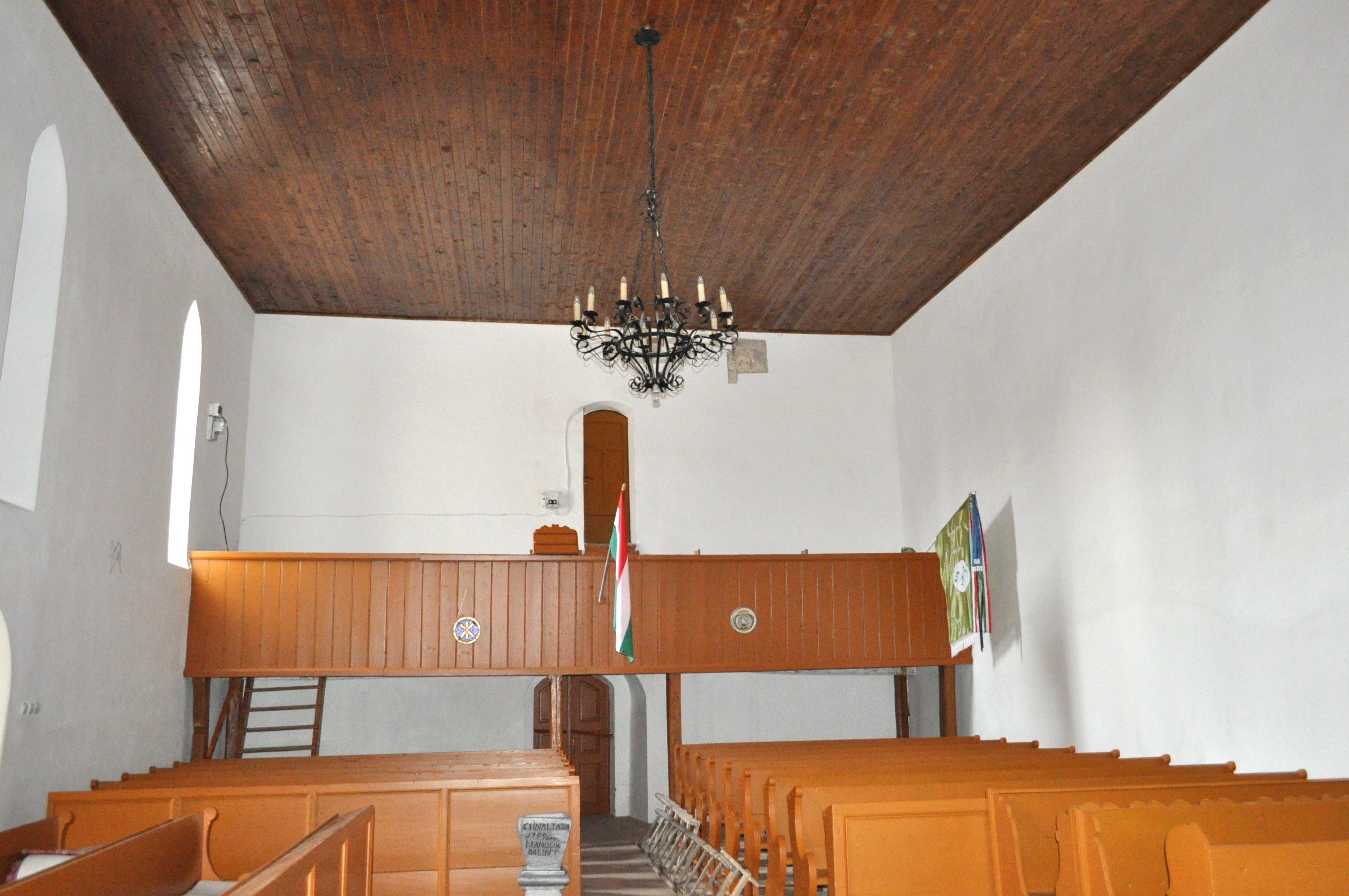
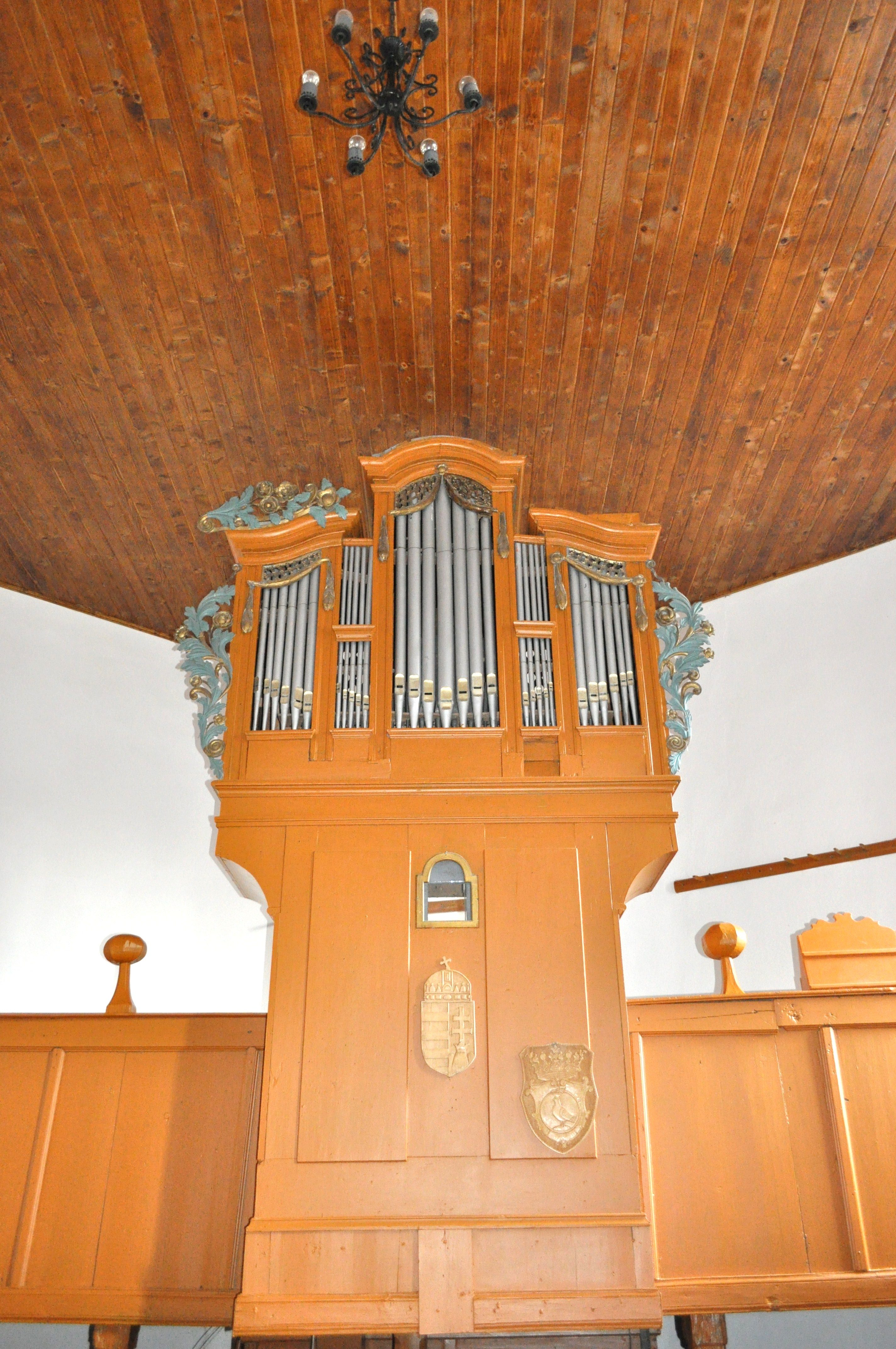
Orga realizată în 1839 de Johann Goosz
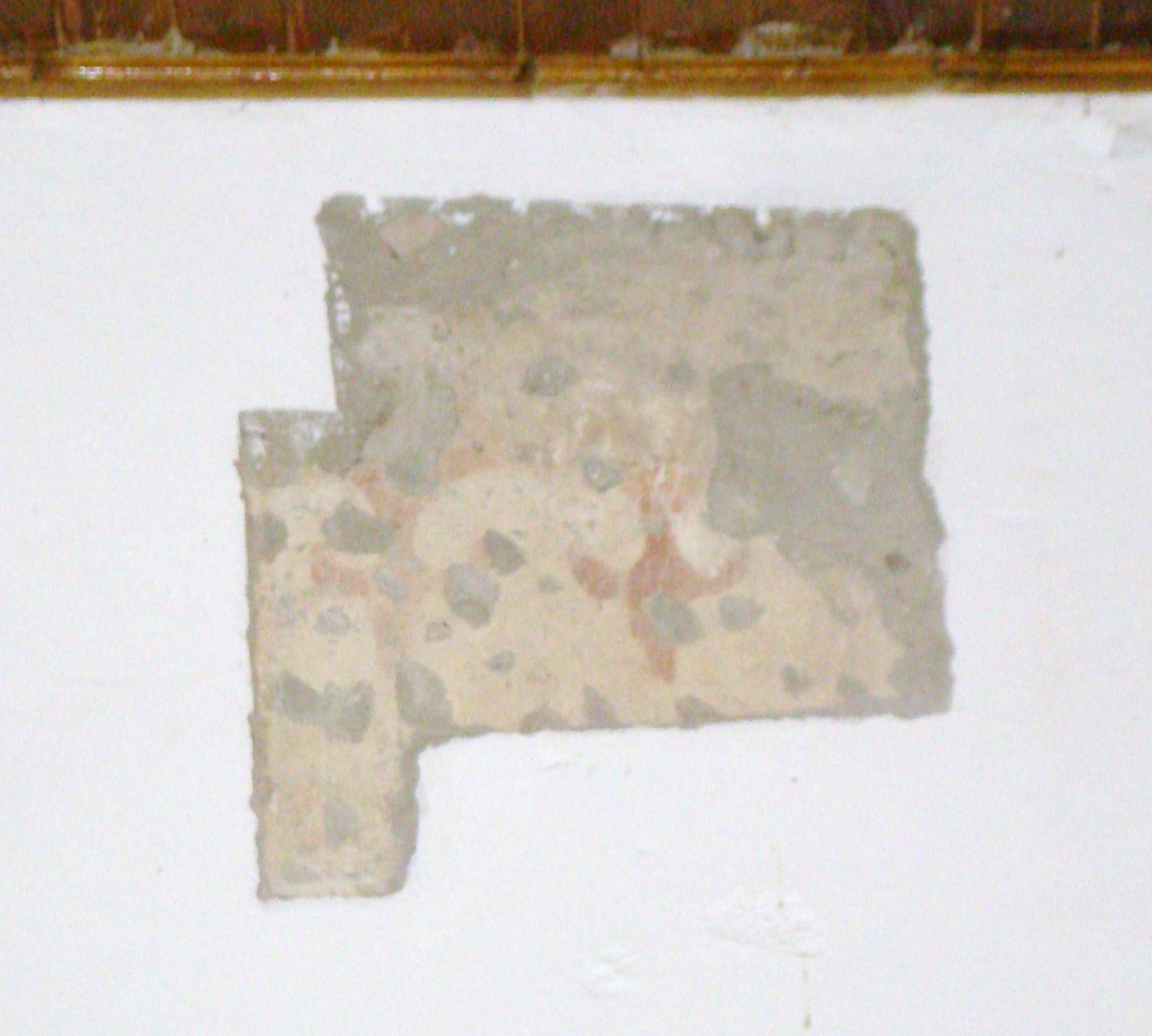
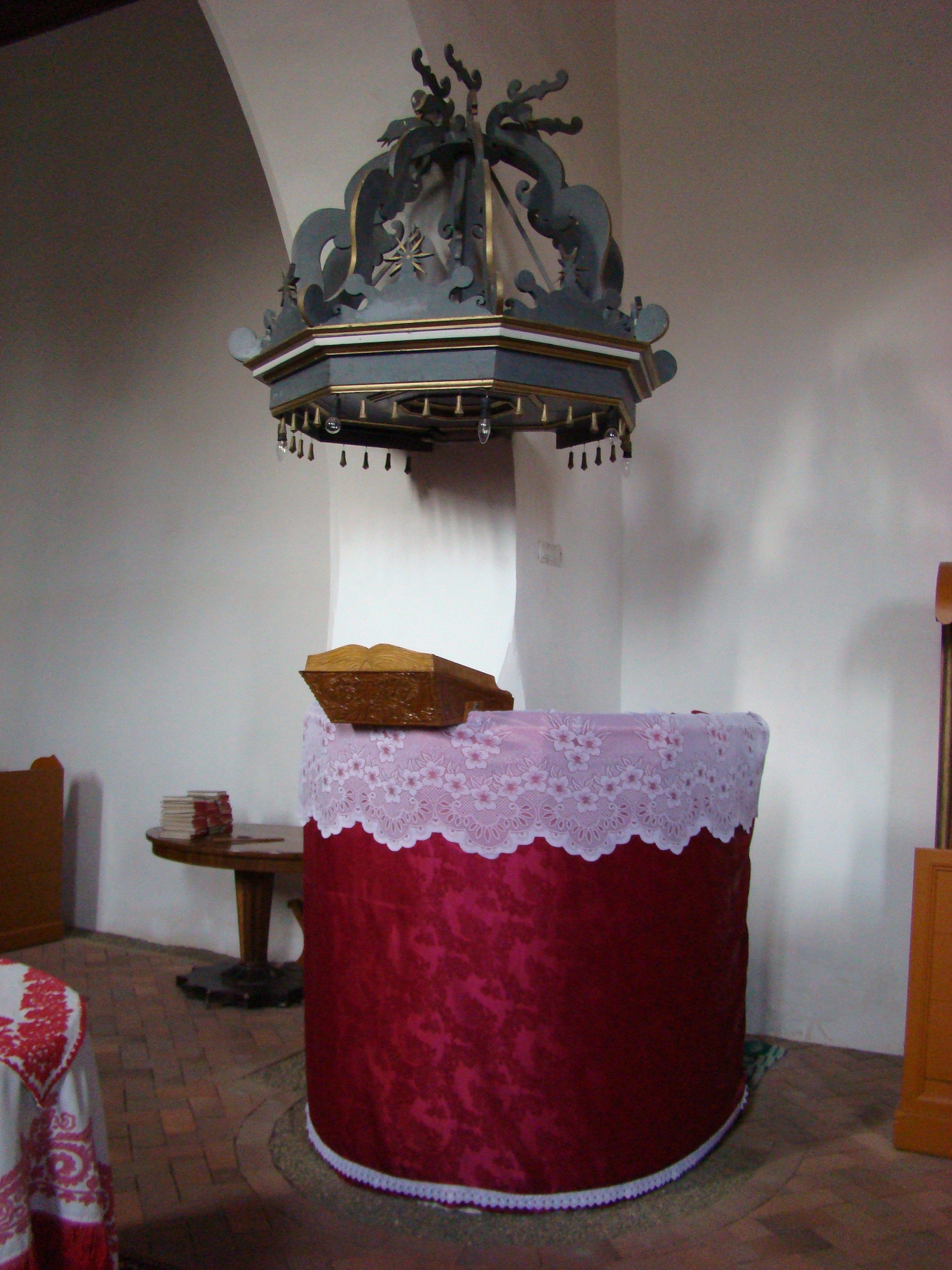
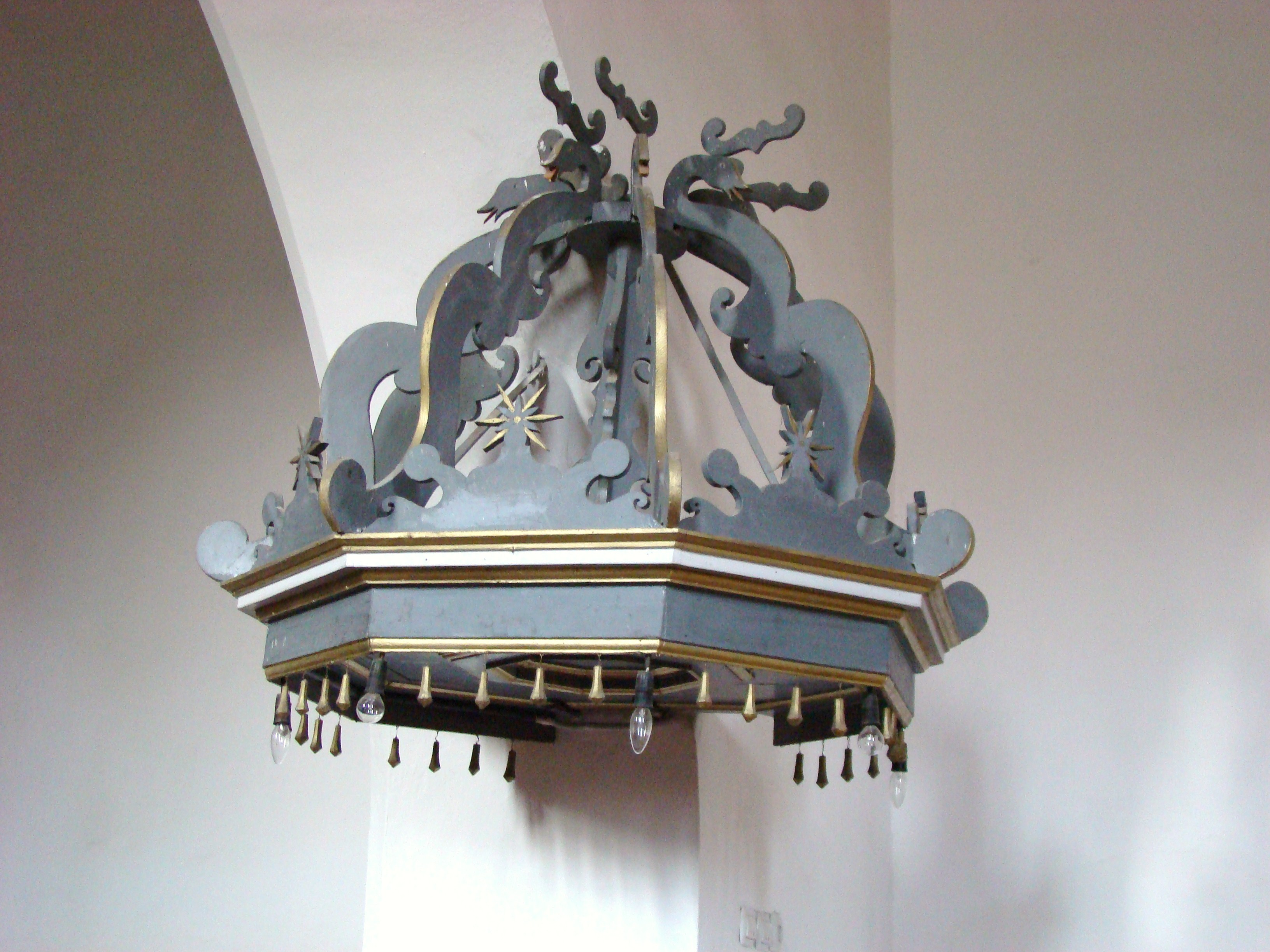
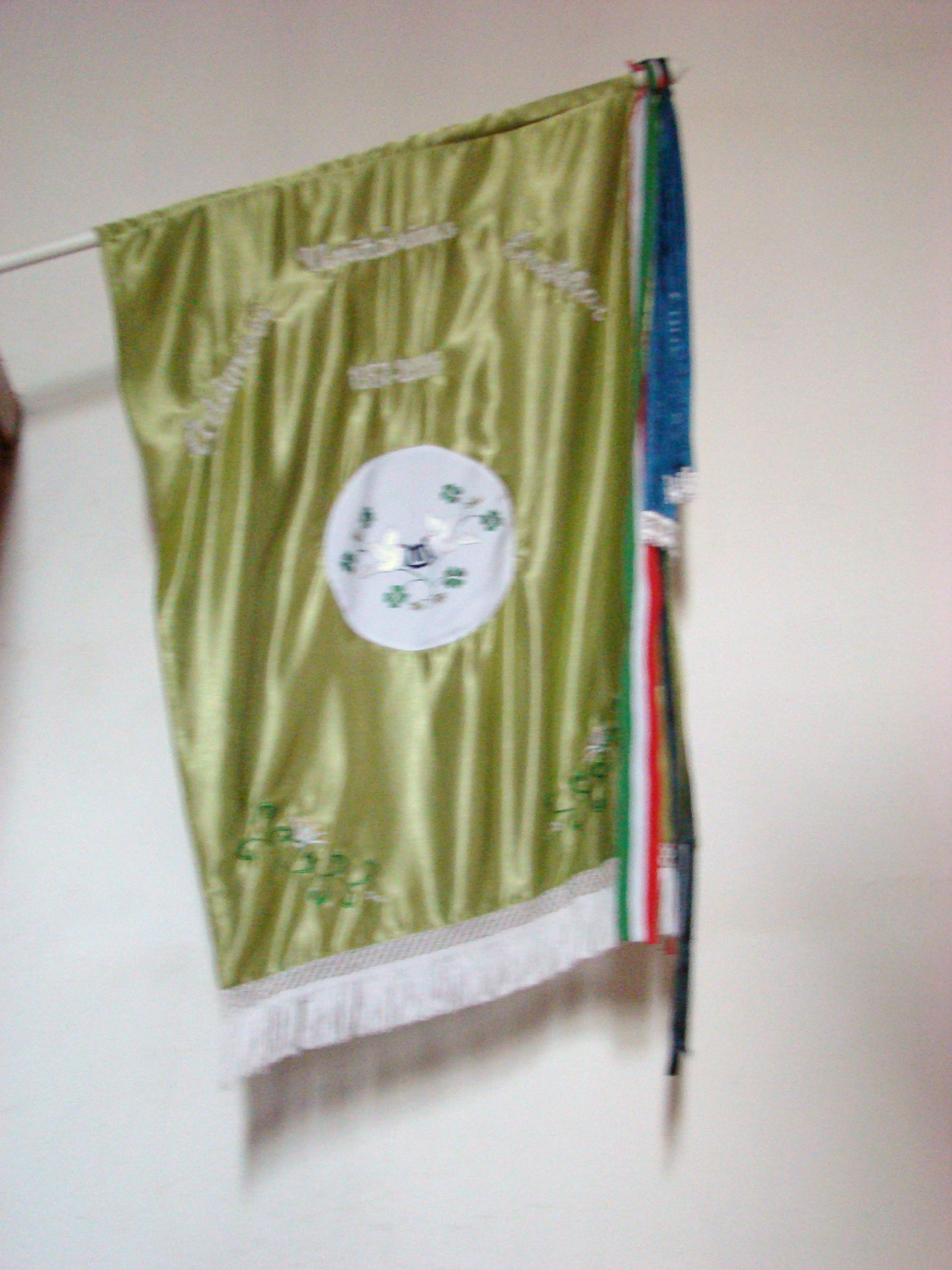
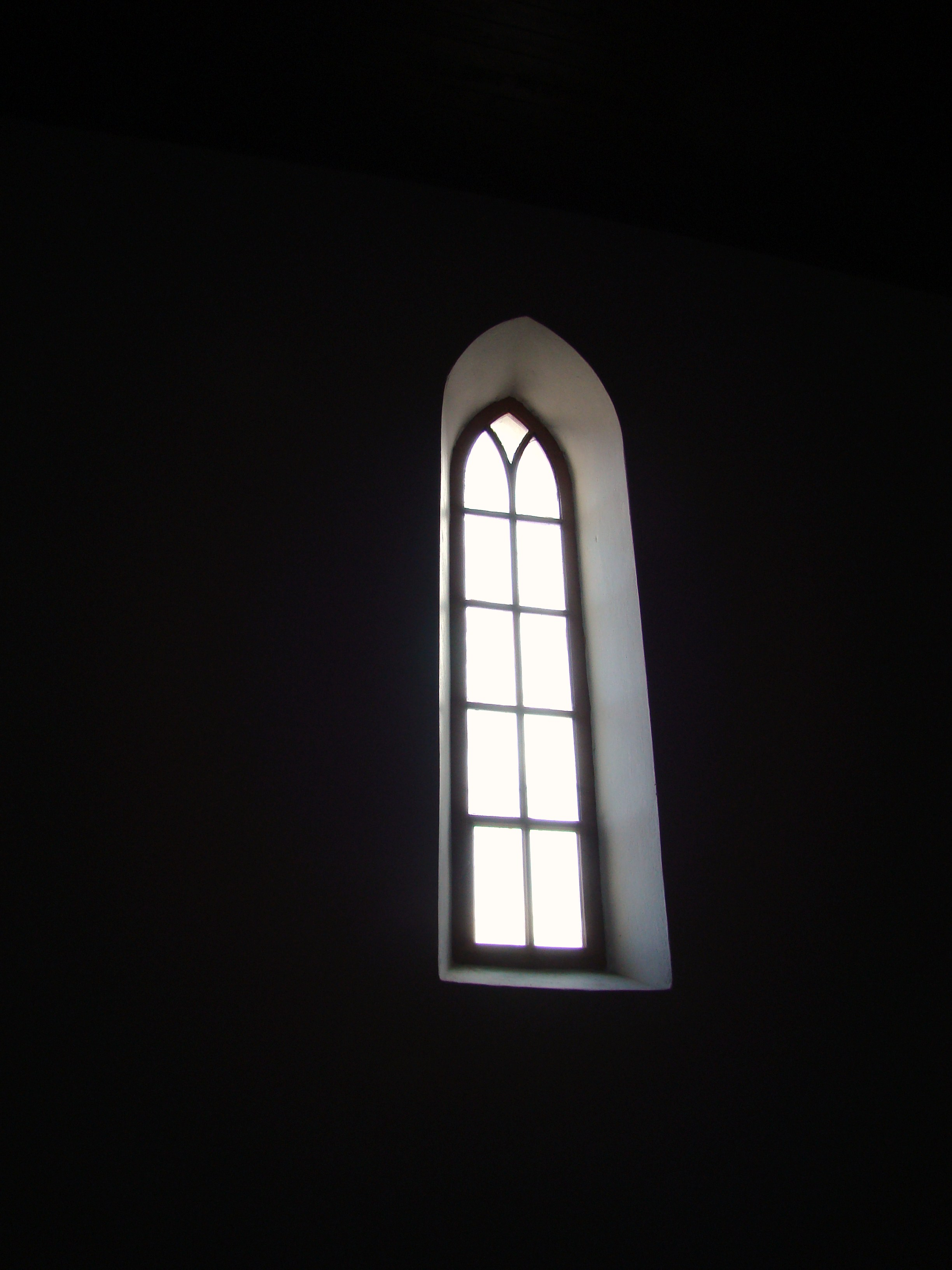
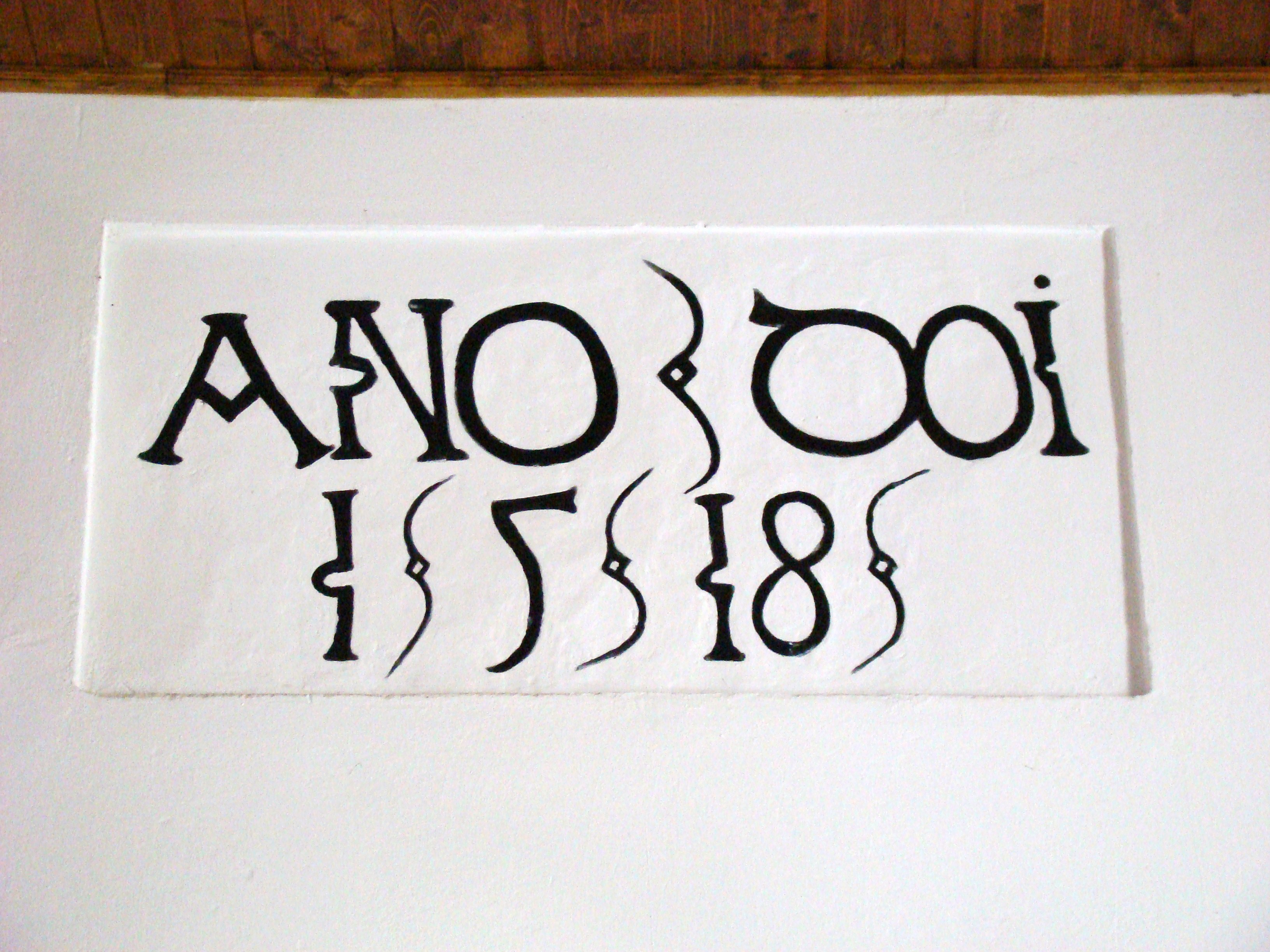